# Saint-Martin-sous-Montaigu
Pour les articles homonymes, voir Saint-Martin et Montaigu.
Saint-Martin-sous-Montaigu est une commune française située dans le département de Saône-et-Loire, en région Bourgogne-Franche-Comté.
C'est un village viticole, dont une partie est classé dans l'appellation Mercurey.

## Géographie

### Localisation
Situé en Bourgogne, dans le département de Saône-et-Loire (Côte chalonnaise), à environ 10 kilomètres au nord-ouest de Chalon-sur-Saône. C'est un village viticole.

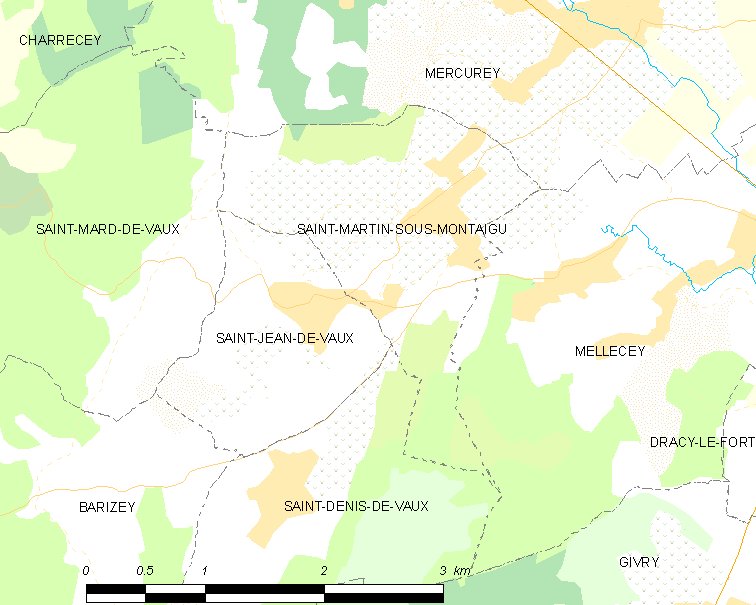
Carte de Saint-Martin-sous-Montaigu et ses communes limitrophes.

### Accès et transports
Située à proximité des grands axes de circulation, à 13 kilomètres de l'autoroute A6 (Chalon-sur-Saône), à 7 kilomètres des voies ferrées Paris-Lyon-Marseille et 21 kilomètres du TGV (Le Creusot) et à 8 kilomètres de la route nationale 80 Chalon-Moulins.

### Géologie et relief

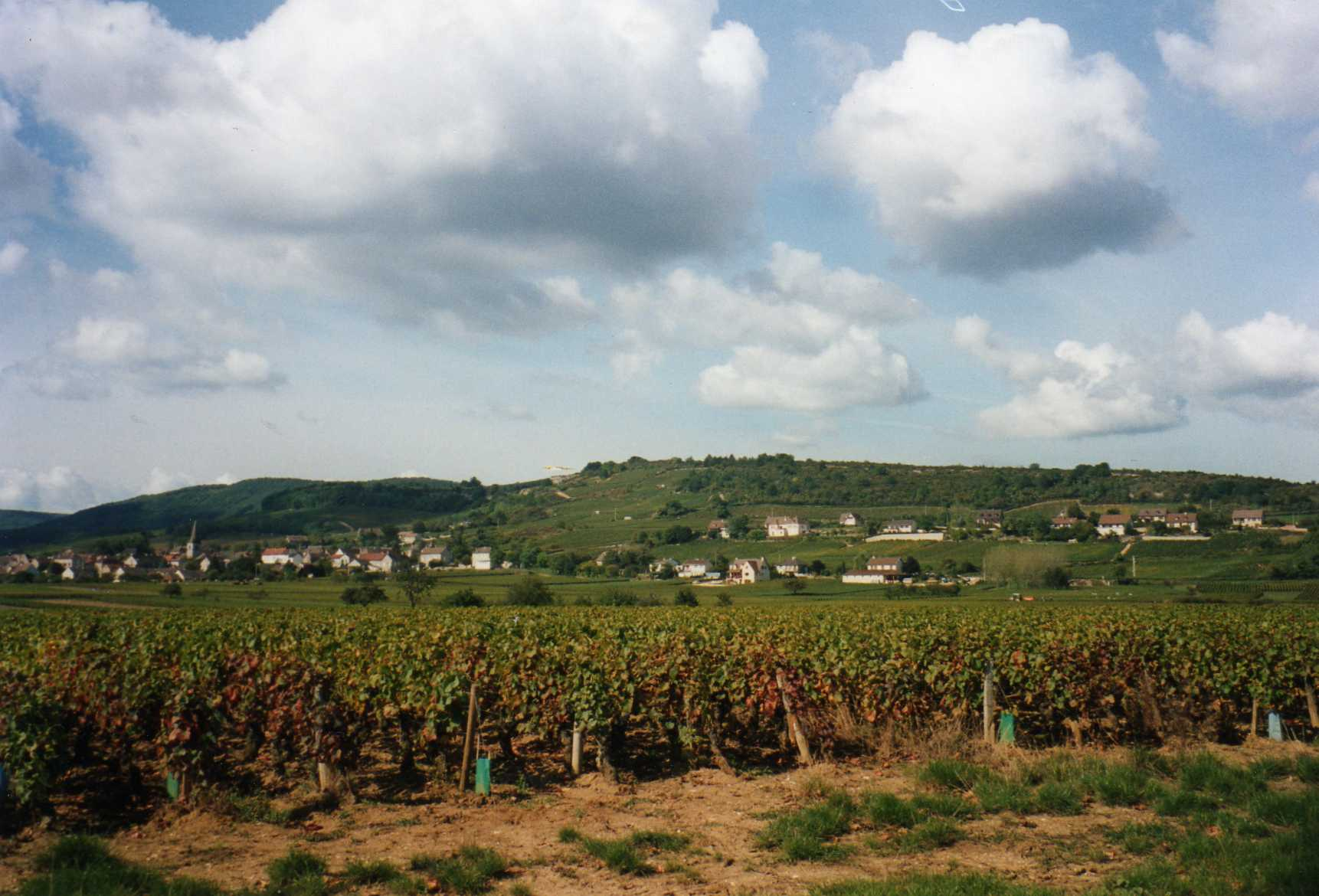
Vue de Saint-Martin-sous-Montaigu.

Village viticole, dans un paysage vallonné. Les sols sur lesquels se sont déposés les sédiments marno-argilo-calcaires des mers jurassiques (230 à 135 millions d'années). Les roches qui dominent Saint-Martin-sous-Montaigu, sont de la période du Jurassique moyen et début du Jurassique supérieur. Une couche assez épaisse de marnes grises forme le sous-sol (époque de l'oxfordien). Une deuxième crête rocheuse est formée par le calcaire que l'on appelle la dalle nacrée.
Le vignoble est implanté sur des sols argilo-calcaires provenant du soubassement rocheux calcaire d'âge jurassique. On retrouve sur ces sols argilo-calcaires des sols lourds, des sols pierreux et d'autres un peu plus sableux. L'altitude de la commune va de 200 mètres (à l'orbise) jusqu'à 397 mètres (au lieu-dit du Chatelet).

### Lieux-dits
Voici les lieux-dits du vignoble du village :
- Appellation « village » : la Pidancerie, les Libertins, les Eriglats, en Boussoy, le Chatelet, Vignes de Chateaubeau, Sous les Roches, les Vignes Blanches, la Châgnée, les Arotes, le Cray, les Hattes, la Ratte, au Retrait, a la Ponsote, en Marrian Froid, les Bouères, les Bourguignons, Sur le Teu, la Grelode, la Moinerie et la Mourandine.
- Appellation « premier cru » : le Clos des Montaigus, le Clos Paradis, la Chassière, les Fourneaux, le Clos des Fourneaux et les Ruelles.

### Hydrographie
Une rivière traverse le bas du village, elle se nomme l'Orbise.

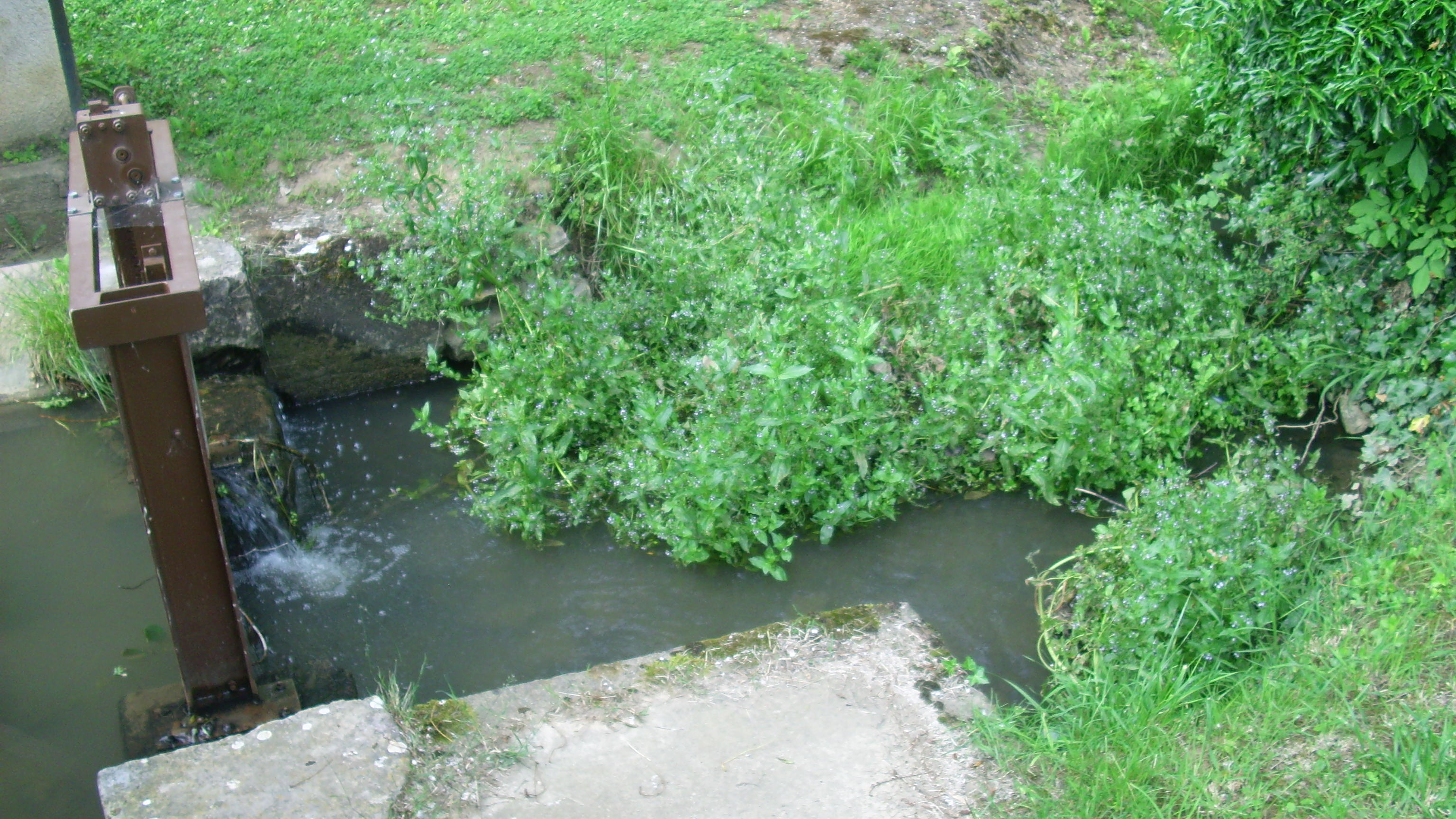
L'Orbise vers un des lavoirs de la commune.
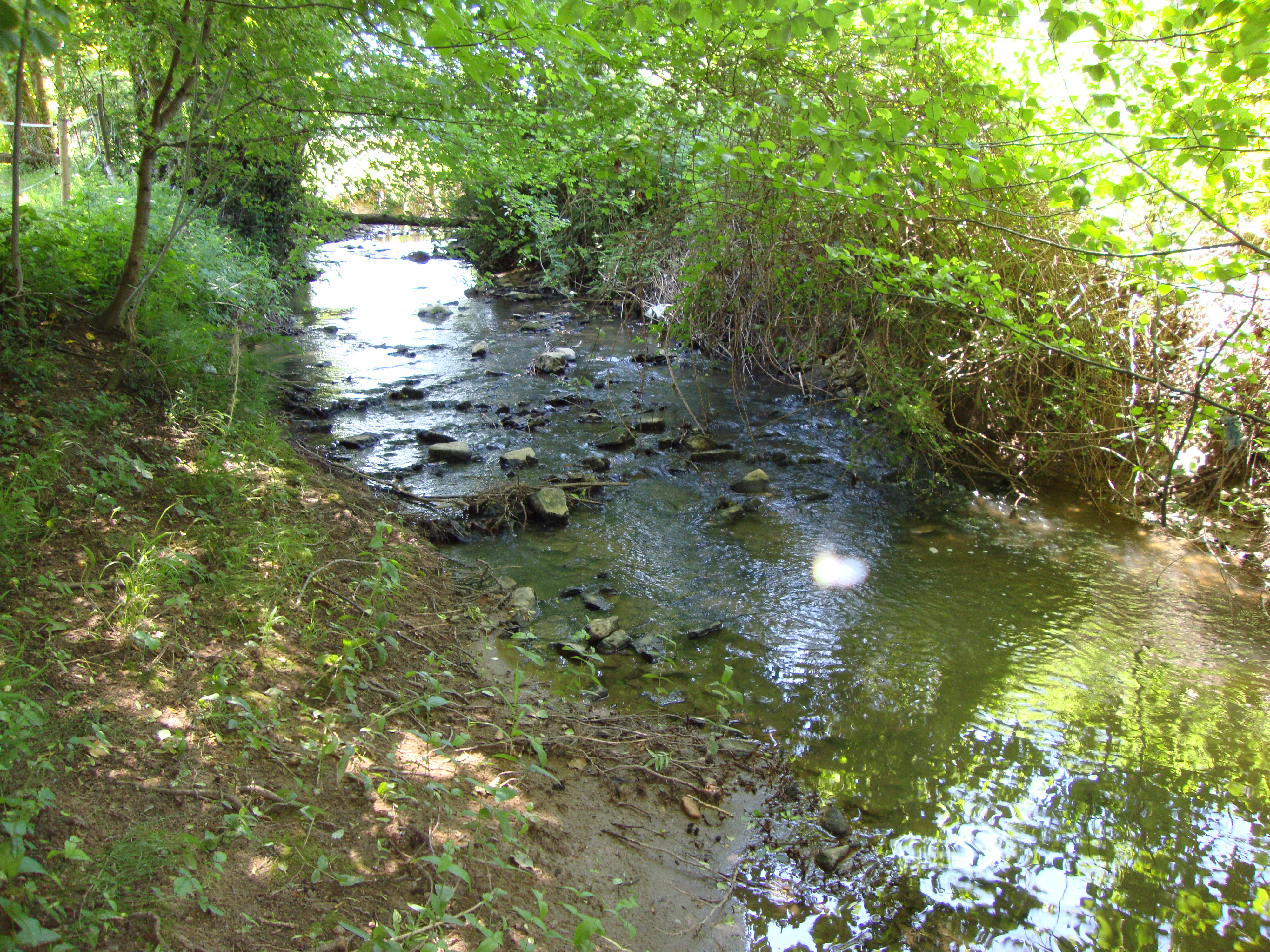
L'Orbise avec passerelle.

### Climat
Pour des articles plus généraux, voir Climat de la Bourgogne-Franche-Comté et Climat de Saône-et-Loire.
En 2010, le climat de la commune est de type climat océanique dégradé des plaines du Centre et du Nord, selon une étude du Centre national de la recherche scientifique s'appuyant sur une série de données couvrant la période 1971-2000. En 2020, Météo-France publie une typologie des climats de la France métropolitaine dans laquelle la commune est exposée à un climat océanique altéré et est dans la région climatique Bourgogne, vallée de la Saône, caractérisée par un bon ensoleillement (1 900 h/an), un été chaud (18,5 °C), un air sec au printemps et en été et des vents faibles.
Pour la période 1971-2000, la température annuelle moyenne est de 11,1 °C, avec une amplitude thermique annuelle de 17,8 °C. Le cumul annuel moyen de précipitations est de 815 mm, avec 11,3 jours de précipitations en janvier et 6,8 jours en juillet. Pour la période 1991-2020, la température moyenne annuelle observée sur la station météorologique de Météo-France la plus proche, « Chalon-Champforgueil », sur la commune de Champforgeuil à 9 km à vol d'oiseau, est de 11,4 °C et le cumul annuel moyen de précipitations est de 736,5 mm. 
La température maximale relevée sur cette station est de 39,7 °C, atteinte le 12 août 2003 ; la température minimale est de −17,6 °C, atteinte le 20 décembre 2009,,.
Les paramètres climatiques de la commune ont été estimés pour le milieu du siècle (2041-2070) selon différents scénarios d'émission de gaz à effet de serre à partir des nouvelles projections climatiques de référence DRIAS-2020. Ils sont consultables sur un site dédié publié par Météo-France en novembre 2022.

#### Ensoleillement
Les valeurs d'ensoleillement de 1991 à 2010 (en nombre d'heures) de Dijon et Mâcon, Saint-Martin-sous-Montaigu étant située entre ces deux villes.
| Mois  | Jan  | Fev  | Mar   | Avr   | Mai   | Jui   | Jui   | Aou   | Sep   | Oct   | Nov  | Dec  | Année  |
| ----- | ---- | ---- | ----- | ----- | ----- | ----- | ----- | ----- | ----- | ----- | ---- | ---- | ------ |
| Dijon | 63,9 | 94,4 | 151,3 | 185,4 | 212,3 | 239,1 | 248,3 | 233,6 | 181,3 | 117,2 | 67,8 | 54,2 | 1848,8 |
| Mâcon | 61,9 | 91,5 | 154,9 | 182   | 212,9 | 245,3 | 267,7 | 242,4 | 185,6 | 116,9 | 70,3 | 50,5 | 1881,9 |

## Urbanisme

### Typologie
Au 1er janvier 2024, Saint-Martin-sous-Montaigu est catégorisée commune rurale à habitat dispersé, selon la nouvelle grille communale de densité à sept niveaux définie par l'Insee en 2022.
Elle est située hors unité urbaine. Par ailleurs la commune fait partie de l'aire d'attraction de Chalon-sur-Saône, dont elle est une commune de la couronne,. Cette aire, qui regroupe 109 communes, est catégorisée dans les aires de 50 000 à moins de 200 000 habitants,.

### Occupation des sols
L'occupation des sols de la commune, telle qu'elle ressort de la base de données européenne d’occupation biophysique des sols Corine Land Cover (CLC), est marquée par l'importance des territoires agricoles (66 % en 2018), en augmentation par rapport à 1990 (64,3 %). La répartition détaillée en 2018 est la suivante : cultures permanentes (46,4 %), milieux à végétation arbustive et/ou herbacée (13,7 %), zones agricoles hétérogènes (12,5 %), zones urbanisées (11 %), forêts (9,3 %), prairies (7,1 %). L'évolution de l’occupation des sols de la commune et de ses infrastructures peut être observée sur les différentes représentations cartographiques du territoire : la carte de Cassini (XVIIIe siècle), la carte d'état-major (1820-1866) et les cartes ou photos aériennes de l'IGN pour la période actuelle (1950 à aujourd'hui).

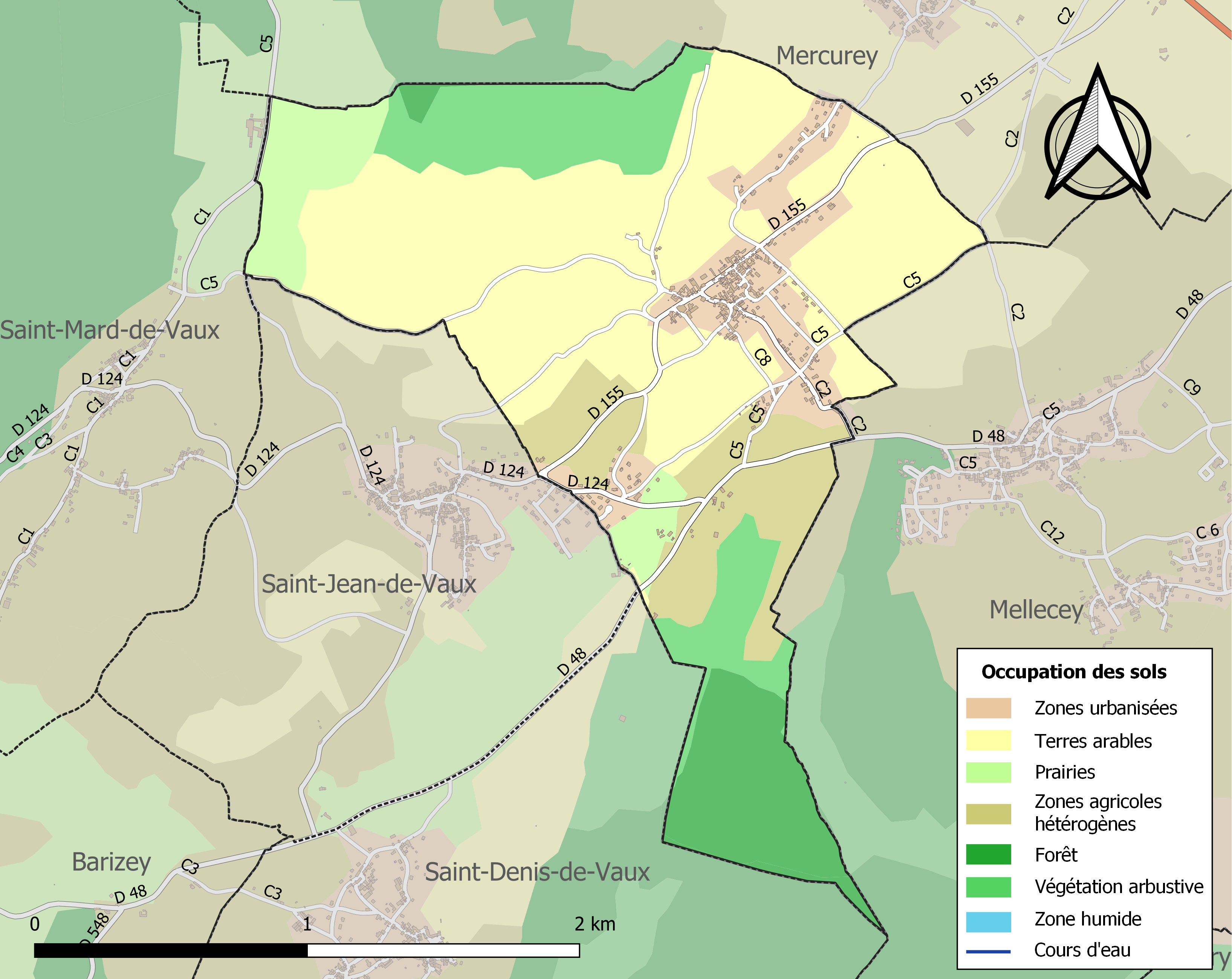
Carte des infrastructures et de l'occupation des sols de la commune en 2018 (CLC).

## Histoire

### Préhistoire et antiquité

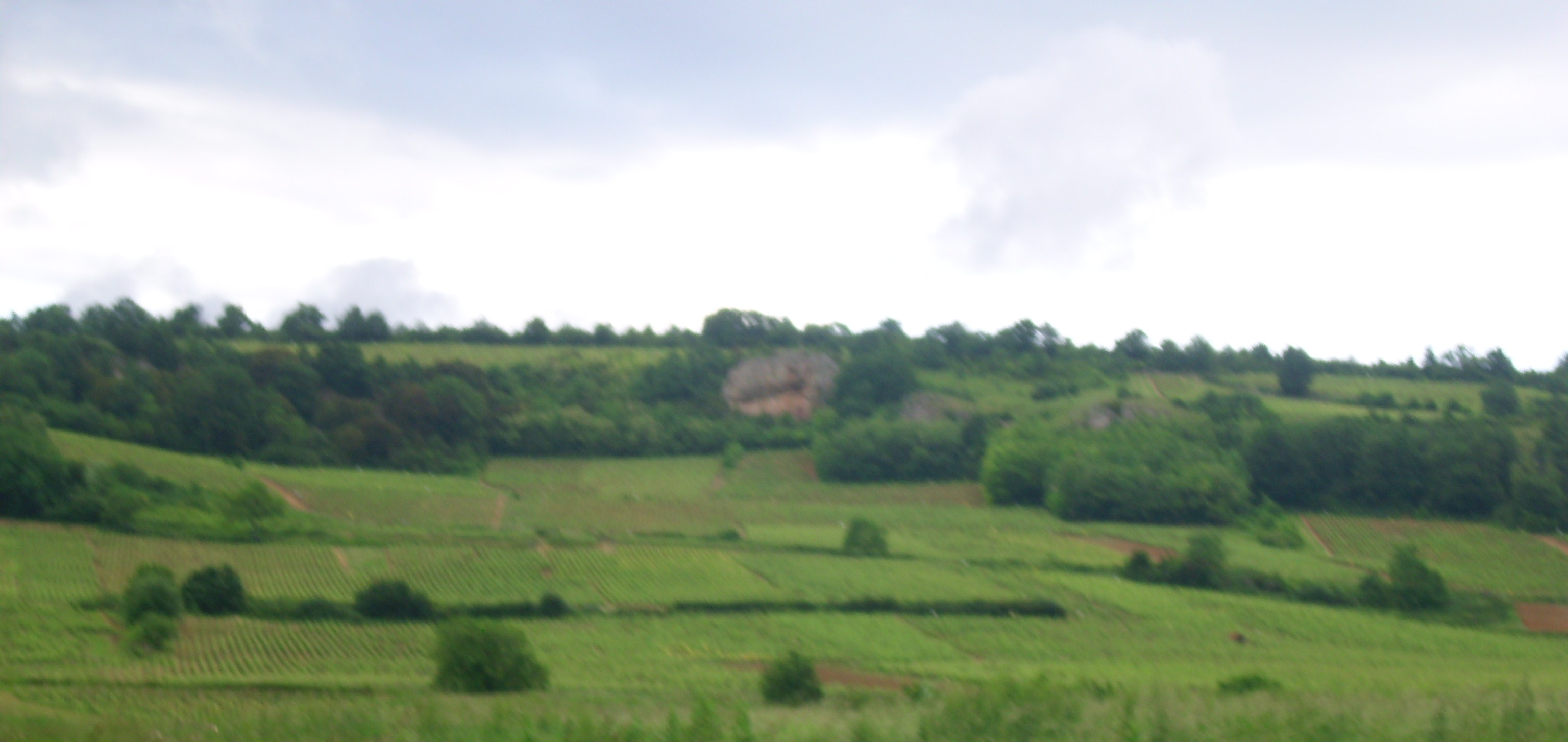
Vue de la grosse roche au lieu-dit Le Gros Theu.

Le lieu-dit du le Gros Theu (une énorme roche), a vu la mise au jour de pierres taillées, témoins de la présence de l'homme préhistorique à Saint-Martin. Un sondage effectué au pied de la corniche de Châteaubeau et au Châtelet a révélé la présence d'un magma de chevaux et d'un camp préhistorique, avec mur d'enceinte en arc de cercle, qui remonterait au Néolithique. Par la suite, le site a été occupé par les Gallo-romains. Ce sont les Romains qui ont implanté de la vigne dans ce village. L'empereur romain Domitien, en 92, ordonna l'arrachage partiel des vignes dans le Midi et en Bourgogne afin d’éviter la concurrence. Mais Probus annula cet édit en 280. Dans une maison, découverte d'une stèle gallo-romaine de la déesse Epona. Les Mérovingiens se sont à leur tour installés dans le pays, comme en témoigne la présence de sept sépultures découvertes près de Châteaubeau.

### Moyen Âge et Renaissance

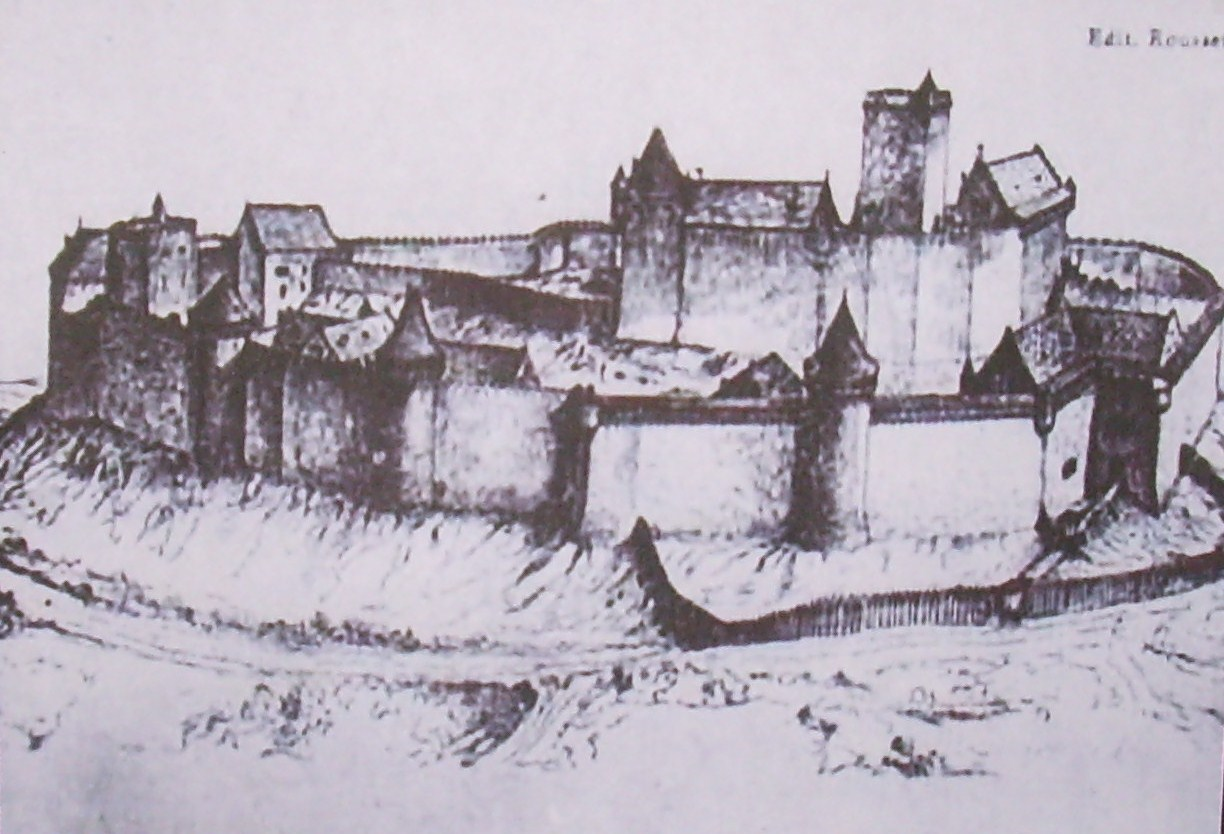
Château de Montaigu au Moyen Âge.

Pendant cette période, est construit le château de Montaigu par Robert le Valentinois, comte de Chalon (aux alentours de 950); ce château possède de la vigne sur un côté. En 1180, elle passa sous l'autorité d'Hugues III, duc de Bourgogne qui l'attribua à son fils Alexandre (ceci voit le début de la lignée des "Montaigu-Bourgogne"). Un seul seigneur (Guillaume) y réside de manière permanente. En 1348, à la mort d'Henri de Montaigu, le château est partagé entre le duc de Bourgogne et la famille Damas, et le lieu n'est plus occupé que par un prévot et une petite garnison. En février 1371, le duc de Bourgogne décide une grosse campagne d'achats de vin, il en fait acheter une quantité notable à Montaigu. C'est à Montaigu encore que Méliore, l'envoyé du pape, trouva à acheter du vin qui sera par la suite recherché par la cour pontificale. Philippe le Hardi fut détenteur de la moitié du fief de Montaigu, en 1392 il en fit le partage et en donna une partie à Philippe le Bon, qui contribua à sa réputation. Le château de Montaigu tomba dans les mains des rois de France en 1477, à la mort du duc de Bourgogne Charles le Téméraire.

### Période moderne
Pendant les guerres de Religion, la garnison de Montaigu, qui est du parti du roi, n'hésite pas à faire des incursions sur le territoire de Chalon, ville ligueuse. Les chalonnais font appel au duc de Nemours, gouverneur du Lyonnais, qui vient investir la forteresse de Montaigu en 1591. Le roi Henri IV décide peu après de démanteler tout château féodal qui pourrait nuire à l'autorité royale. Quelques pièces de canon sont dressées sur le lieu-dit du Theurot de la Perche et de là on démantèle la forteresse de Montaigu,.

### Période contemporaine

#### XIXesiècle

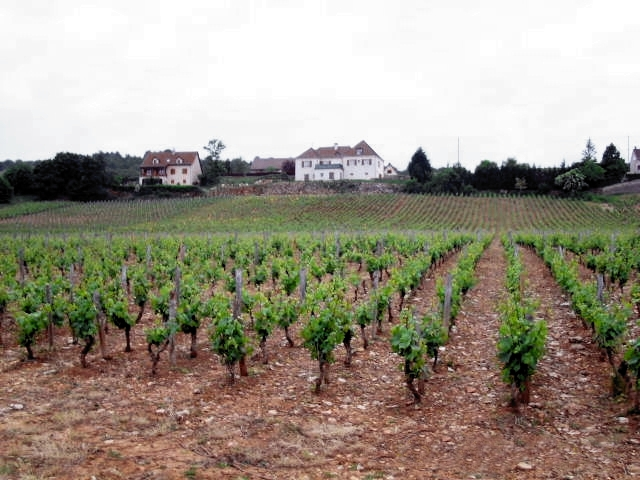
Vue du « premier cru » La Chassière.

Ce qu'il restait du château de Montaigu servit de logements et d'entrepôts pour des vignerons ; puis en 1803, les restes de la forteresse furent vendus à un maçon du Bourgneuf, pour servir de carrière de pierres. C'est le marquis Verchère d'Arcelot qui, en juillet 1823, devint acquéreur des ruines de ce château,. Il prit la décision d'y installer un ermite, qui fut un dénommé Boulard, pour lequel il fit construire une maisonnette de deux pièces surmontée d'une croix et qu'on appellera l'oratoire. Il quitta les lieux vers 1830 mais eut un successeur : Jean Rougeot, qu'on retrouva chez lui le 10 septembre 1835, mort assassiné.
Au XVIIIe siècle, le vignoble de Mercurey s'étendait sur les communes de Mercurey, Bourgneuf Val d'Or, Touches et Saint-Martin-sous-Montaigu. Avant le Phylloxéra, le territoire de Mercurey comptait 300 hectares de vignes, celui de Touches et Bourgneuf Val d'Or 400 hectares et celui de Saint-Martin-sous-Montaigu 300 hectares. Le phylloxéra est apparu dans ce vignoble en 1878, et le mildiou en 1885. Après le phylloxéra, le vignoble fut reconstitué en 1902. En 1899 un classement (Revue des viticulteurs) des climats de la Côte chalonnaise est établi :
- Première classe rouge (les Naugues, les Crêts, le Voyen, les Champs Martin, les Combins, Clos de l'Évêque, le Clos Druard, le Clos Migland, en Moutot, en Mauvarenne, Les Veley, en Sazenay, Clos Marcilly, le Theurot, le Clos du Roy, le Clos des Corvées, Champ Renard, La Chassière, la Roche, le Paradis, les Atres, les Fourneaux, les Ruelles et Libertin)[HC 6]
- Deuxième classe rouge (Croichot, les Chaseaux, Tonnerre, Vignes Blanches, Cortechats, Grandes Plantes, les Caudroyes, Poizot, Châteaubeau, les Châgnées, Montaigu et Retrait)[HC 6]
- Première classe blanc (la Rochelle, Teurot de la Perche et Poizot)[HC 6]

À la fin du XIXe siècle, il y a dans le village 3 exploitants de carrières, 1 meunier, 1 facteur de vin, 1 voiturier marchands de vins, 4 loueurs d'alambics, 2 bouilleurs, 2 aubergistes, 1 mercier et 2 marchands de tissus.

#### XXesiècle
Le 29 mai 1923 est instituée l'appellation Mercurey par le tribunal de Chalon-sur-Saône dont Saint-Martin-sous-Montaigu fait partie. Les années 1920-30, voient s'abattre sur le vignoble le mildiou (1926), la grêle (1927 et 1928) et des gelées importantes (1930 et 1932). Le 11 septembre 1936 est créée par l'INAO, l'appellation Mercurey, dont une partie des vignes de Saint-Martin-sous-Montaigu est englobée dans cette appellation. Une modification de l'AOC intervient avec la reconnaissance de cinq premiers crus en 1943 (le Clos du Roy, le Clos-Voyen, le Clos Marcilly, le Clos des Fourneaux et le Clos des Montaigus), ces deux derniers font partie de la commune. Aux environs des années 1950, il est recensé 2 épiciers, 1 aubergiste, 1 mercier, 1 receveur-buraliste, 1 marchand de vins, 6 loueurs d'alambics, 1 messager, 1 garde-champêtre et 1 entrepreneur de transports en commun. 1981 voit la fusion des syndicats viticoles de Mercurey et de Saint-Martin-sous-Montaigu. En 1988, sont reconnues de nouvelles délimitations de premier cru (tous les premiers crus actuels). 1990 voit le jumelage de la commune avec Corcelles-près-Concise (Suisse).

#### XXIesiècle
Pendant la canicule de 2003, les vendanges débutent mi-août, soit environ un mois plus tôt que la moyenne habituelle. Le 28 et 29 janvier 2017 a eu lieu pour la troisième fois pour cette appellation, la Saint-Vincent Tournante dans les villages de Mercurey et Saint-Martin-sous-Montaigu et qui a attiré environ 100 000 personnes sur les deux jours.

## Toponymie
Dans le cartulaire de Saint-Vincent de Chalon en 1296 de ce village sous le nom de Sancto-Martino sub Monte Acuto. Il doit son nom à Saint-Martin (évêque de Tours) en 371. Aux XII, dans le cartulaire de Saint-Marcel, il est mentionné : Savaricus… de Monte Acuto « Savaricus de Mont Aigu ».
Montaigu est issu du latin mons, « mont » et acutus (« aiguisé, rendu aigu »), qui a suivi la même évolution que l'adjectif en français, désignant littéralement un « mont aigu ».

## Politique et administration

### Tendances politiques et résultats

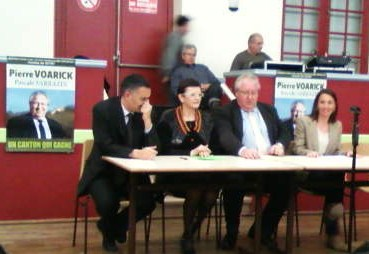
Élections cantonales 2011 : réunion publique de Pierre Voarick (deuxième en partant de la droite).

Saint-Martin-sous-Montaigu est un village qui vote en majorité à droite. Depuis 1997, la droite est arrivée en tête dans 19 élections (tour unique, 1er tour, 2e tour), la gauche dans trois élections, l'extrême-droite dans deux, le centre dans une et une égalité droite-gauche,,,,,,,,,,,,,,,,,,,,,,,,,.
Trois élections ont concerné une personne du village, en la personne de Pierre Voarick, maire de 1988 à 2015
Cantonale 2011
Au premier tour, pour le canton de Givry, Pierre Voarick (UMP), le conseiller général sortant, arrive en tête avec 40,10 %, suivi de la socialiste Valérie Le Dain (19,79 %) et du divers-droite Georges Pauchard (14,06 %)… Au deuxième tour, le conseiller général sortant l'emporte avec 59,14 %, contre 40,86 % a la socialiste. Pierre Voarick est réélu sur le canton (53,96 %)
Cantonale 2004
Au premier tour, pour le canton de Givry, Pierre Voarick (UMP), le conseiller général sortant, arrive en tête avec 57,35 %, suivi du socialiste Jean-Philippe Chavy (24,17 %) et de la frontiste Bernadette Bessire (11,85 %)… Au deuxième tour, le conseiller général sortant l'emporte avec 64,19 %, contre 35,81 % au socialiste. Pierre Voarick est réélu sur le canton (53,22 %).
Cantonale 1998
Au deuxième tour, Pierre Voarick (DVD) est en tête avec 85,88 %, suivi par Jean-Marie Morlet (UDF) avec 8,47 % et par Christian Wagener (RPR) avec 5,65 %. Sur le canton de Givry, Pierre Voarick l'emporte de justesse (36,91 %) lors d'une triangulaire de droite, avec 33 voix d'avance sur Christian Wagener.

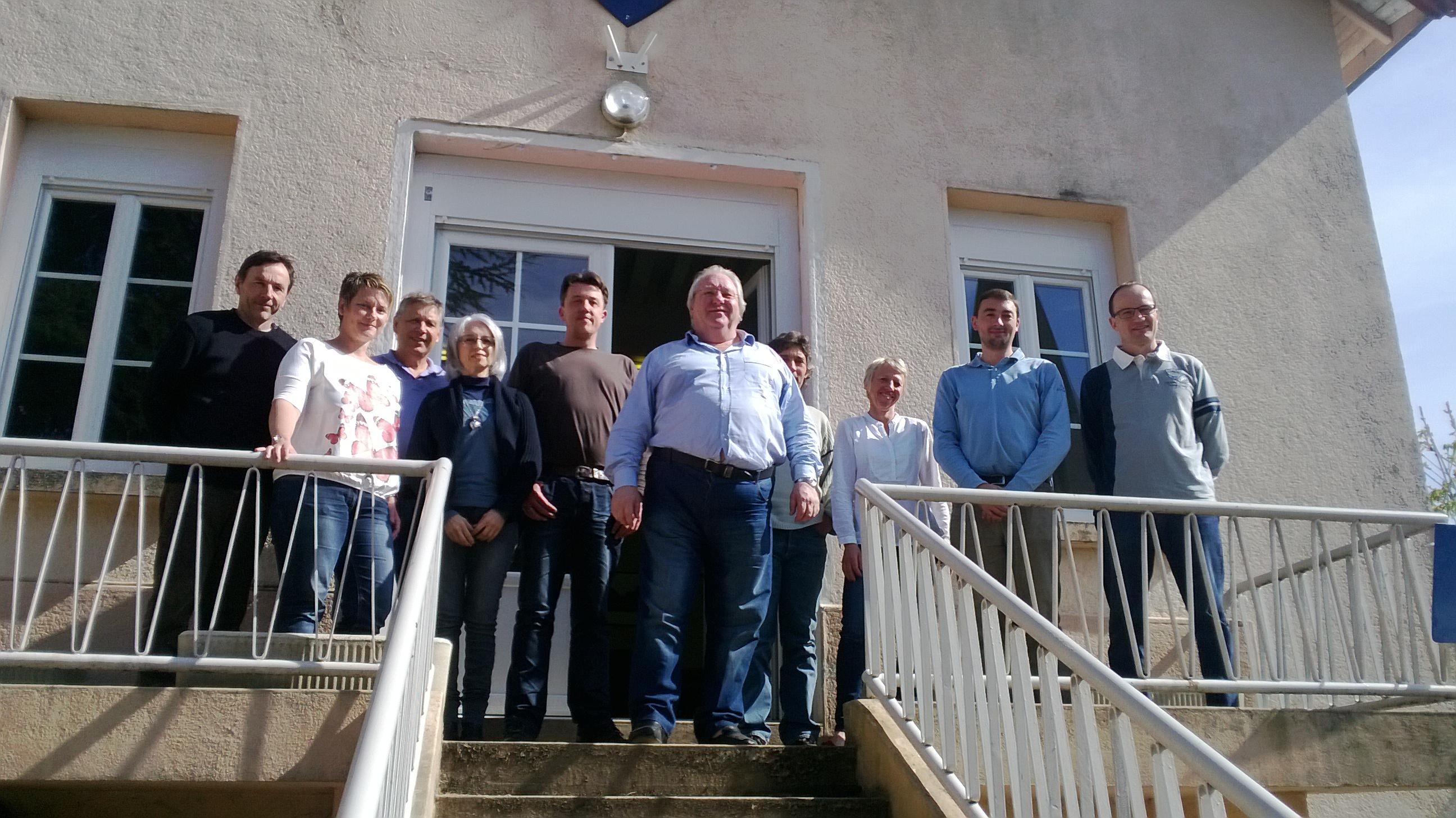
Le conseil municipal en avril 2014 (mais manque le 1er adjoint).

### Administration municipale
Saint-Martin-sous-Montaigu dépend de la sous-préfecture de Saône-et-Loire à Chalon-sur-Saône. Le conseil municipal est composé de 11 membres conformément à l’article L2121-2 du Code général des collectivités territoriales. À l'issue des élections municipales de 2014, Pierre Voarick a été réélu maire de Saint-Martin-sous-Montaigu. Le 3 juillet 2015, il démissionne de son poste de maire (mais il reste conseiller municipal). Le 6 juillet, au soir, Christophe Hannecart est élu maire de la commune par le conseil municipal. Le 25 mars 2018, lors des élections complémentaires municipales de Saint-Martin-sous-Montaigu, à la suite de quatre démissions, quatre nouveaux conseillers municipaux sont élus. Lors des élections municipales de 2020, Christophe Hannecart est réélu en mai 2020.

### Liste des maires
| Période                                  | Période       | Identité             | Étiquette             | Qualité                                                     |
| ---------------------------------------- | ------------- | -------------------- | --------------------- | ----------------------------------------------------------- |
| 1834                                     | 1837          | Jean Derain          |                       |                                                             |
| 1837                                     | 1840          | Benoit Dodey         |                       |                                                             |
| 1840                                     | 1843          | Jean Derain          |                       |                                                             |
| 1843                                     | 1855          | Pierre Derain        |                       |                                                             |
| 1855                                     | 1871          | Joseph Denevert      |                       |                                                             |
| 1871                                     | 1878          | Léon Coin            |                       |                                                             |
| 1878                                     | 1881          | Jean Delacondemène   |                       |                                                             |
| 1881                                     | 1884          | Pierre Marinot       |                       | Propriétaire-Vigneron                                       |
| 1884                                     | 1900          | Mr Marinot-Saunier   |                       | Propriétaire-Vigneron                                       |
| 1900                                     | 1908          | Mr Marinot-Touron    |                       | Propriétaire-Vigneron                                       |
| 1908                                     | 1911          | Jean-Paul Privey     |                       | Propriétaire-Vigneron                                       |
| 1911                                     | 1935          | Claude Devaux        |                       | Vigneron                                                    |
| 1935                                     | 1948          | Antoine Roussot      |                       | Viticulteur                                                 |
| 1948                                     | 1959          | Marcel Isaïe         |                       | Viticulteur                                                 |
| 1959                                     | 1982          | Emile Voarick        | Droite                | Ancien conseiller général du canton de Givry et viticulteur |
| 1982                                     | novembre 1988 | Robert Size          | Droite                | Viticulteur                                                 |
| novembre 1988                            | juillet 2015  | Pierre Voarick       | DVD puis UMP puis UDI | Ancien conseiller général du canton de Givry et viticulteur |
| juillet 2015                             | en cours      | Christophe Hannecart | SE                    |                                                             |
| Les données manquantes sont à compléter. |               |                      |                       |                                                             |

### Canton et intercommunalité
Cette commune est incluse dans le canton de Givry, comptant 12 057 habitants en 2007. En intercommunalité, ce village fait partie du Grand Chalon. Pierre Voarick a été conseiller général de ce canton de 1998 à 2015.

### Instances judiciaires et administratives
Dans le domaine judiciaire, la commune dépend aussi[Quoi ?] de la commune de Chalon-sur-Saône qui possède un tribunal d'instance et un tribunal de grande instance, d'un tribunal de commerce et d'un conseil des prud'hommes. Pour le deuxième degré de juridiction, elle dépend de la cour d'appel et de la cour administrative d'appel de Dijon.

### Jumelages
Village jumelé avec Corcelles-près-Concise, en Suisse dans le canton de Vaud, située dans le district du Jura-Nord vaudois.

### Sécurité
La commune a pris part au dispositif « participation citoyenne » qui s'inspire du concept « voisins vigilants ». Ce dispositif encourage les dénonciations des riverains auprès des forces de l'ordre. Le village fait partie du secteur de Gendarmerie nationale de Châtenoy-le-Royal.

## Population et société

### Démographie

#### Évolution démographique
L'évolution du nombre d'habitants est connue à travers les recensements de la population effectués dans la commune depuis 1793. Pour les communes de moins de 10 000 habitants, une enquête de recensement portant sur toute la population est réalisée tous les cinq ans, les populations de référence des années intermédiaires étant quant à elles estimées par interpolation ou extrapolation. Pour la commune, le premier recensement exhaustif entrant dans le cadre du nouveau dispositif a été réalisé en 2008.

En 2022, la commune comptait 328 habitants, en évolution de −9,64 % par rapport à 2016 (Saône-et-Loire : −1,06 %, France hors Mayotte : +2,11 %).
| 1793 | 1800 | 1806 | 1821 | 1831 | 1836 | 1841 | 1846 | 1851 |
| ---- | ---- | ---- | ---- | ---- | ---- | ---- | ---- | ---- |
| 375  | 353  | 420  | 420  | 427  | 379  | 368  | 360  | 353  |

| 1856 | 1861 | 1866 | 1872 | 1876 | 1881 | 1886 | 1891 | 1896 |
| ---- | ---- | ---- | ---- | ---- | ---- | ---- | ---- | ---- |
| 335  | 317  | 315  | 317  | 299  | 332  | 311  | 295  | 280  |

| 1901 | 1906 | 1911 | 1921 | 1926 | 1931 | 1936 | 1946 | 1954 |
| ---- | ---- | ---- | ---- | ---- | ---- | ---- | ---- | ---- |
| 285  | 269  | 256  | 204  | 187  | 187  | 215  | 213  | 221  |

| 1962 | 1968 | 1975 | 1982 | 1990 | 1999 | 2006 | 2008 | 2013 |
| ---- | ---- | ---- | ---- | ---- | ---- | ---- | ---- | ---- |
| 225  | 230  | 287  | 372  | 402  | 373  | 346  | 338  | 368  |

| 2018 | 2022 | - | - | - | - | - | - | - |
| ---- | ---- | - | - | - | - | - | - | - |
| 344  | 328  | - | - | - | - | - | - | - |

#### Pyramide des âges
La population de la commune est relativement âgée. En 2018, le taux de personnes d'un âge inférieur à 30 ans s'élève à 23,8 %, soit en dessous de la moyenne départementale (30,4 %). À l'inverse, le taux de personnes d'âge supérieur à 60 ans est de 38,7 % la même année, alors qu'il est de 32,7 % au niveau départemental.
En 2018, la commune comptait 167 hommes pour 177 femmes, soit un taux de 51,45 % de femmes, légèrement inférieur au taux départemental (51,46 %).
Les pyramides des âges de la commune et du département s'établissent comme suit.
| Hommes | Classe d’âge | Femmes |
| ------ | ------------ | ------ |
| 0,0    | 90 ou +      | 1,7    |
| 7,2    | 75-89 ans    | 5,6    |
| 31,7   | 60-74 ans    | 31,1   |
| 24,0   | 45-59 ans    | 24,3   |
| 12,6   | 30-44 ans    | 14,1   |
| 9,0    | 15-29 ans    | 7,9    |
| 15,6   | 0-14 ans     | 15,3   |

| Hommes | Classe d’âge | Femmes |
| ------ | ------------ | ------ |
| 1      | 90 ou +      | 2,7    |
| 9,3    | 75-89 ans    | 12,5   |
| 20,7   | 60-74 ans    | 21,2   |
| 20,6   | 45-59 ans    | 20     |
| 16,5   | 30-44 ans    | 15,8   |
| 15,1   | 15-29 ans    | 12,8   |
| 16,7   | 0-14 ans     | 15     |

### Enseignement

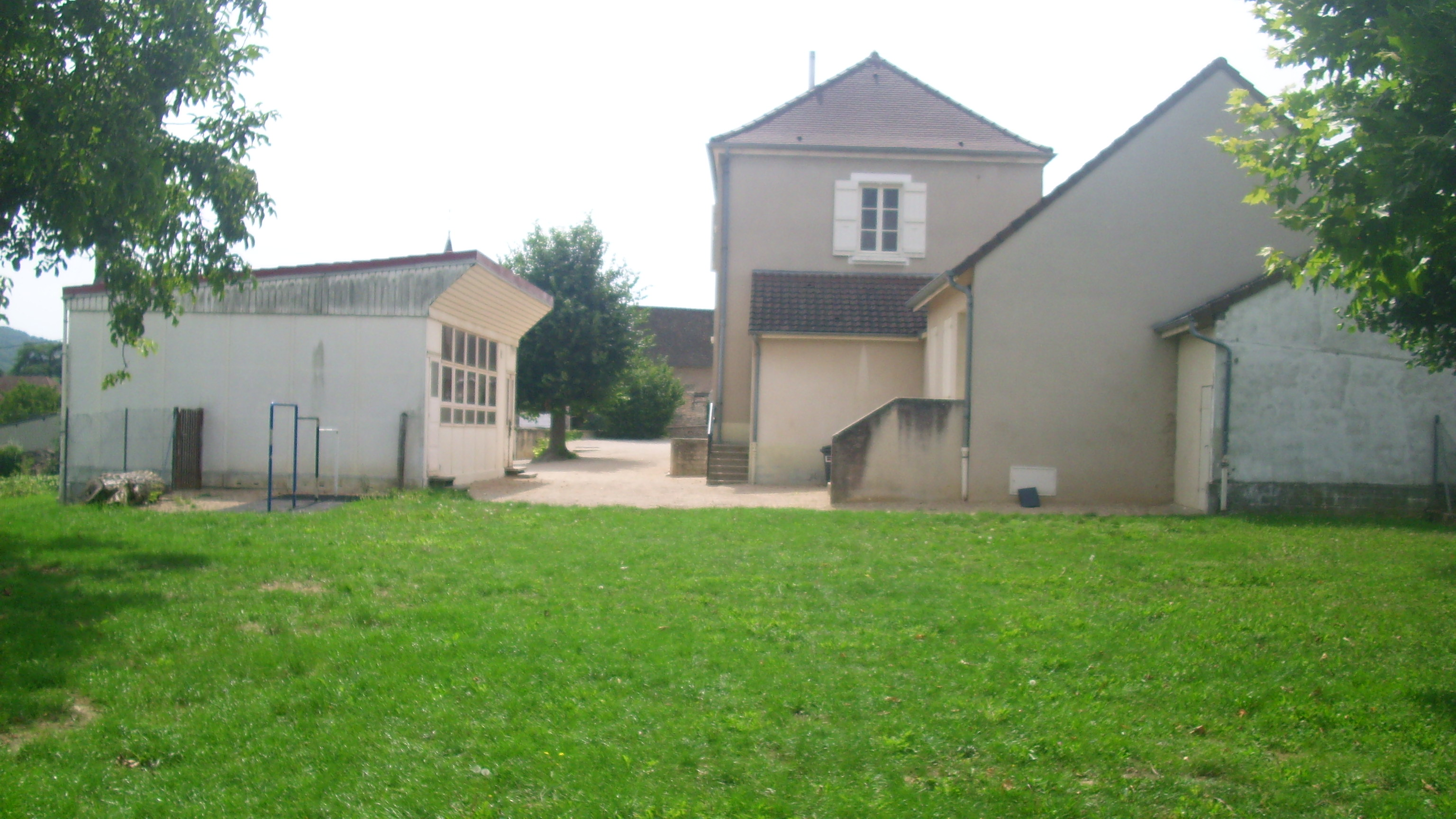
Vue de l'ancienne école et de la cantine-garderie en 2010.

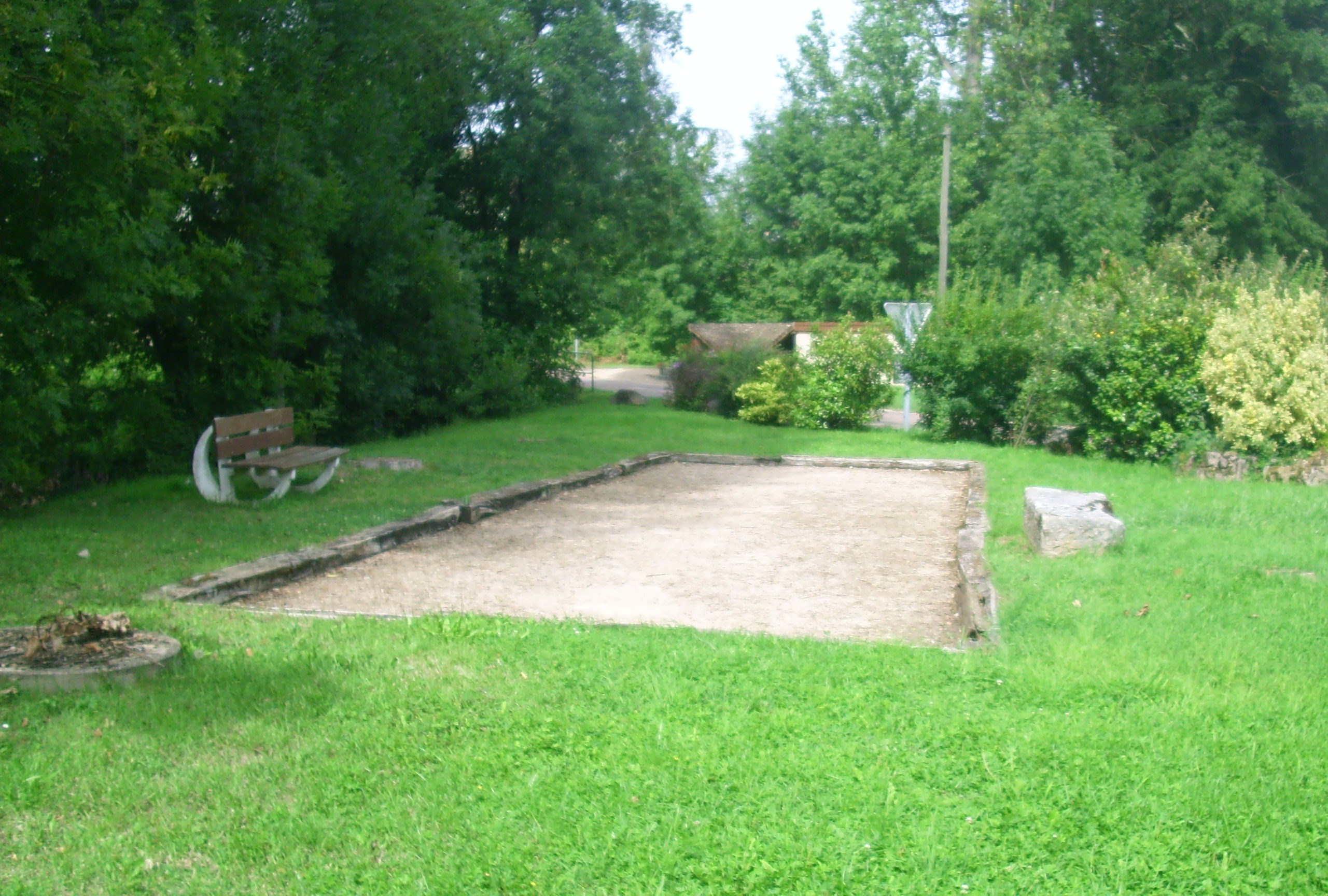
Un petit terrain de pétanque.

La commune de Saint-Martin-sous-Montaigu est située dans l'académie de Dijon. Il existait une école primaire qui comptait 13 élèves avec une classe (année scolaire 2015-2016), comprenant les sections : CP, CE 1, CE 2, CM 1 et CM 2 mais l'école ferme début juillet 2016,, l'école a compté par le passé (années 1990-2000) plus de trente élèves avec deux classes. Le collège se trouve à Givry et les lycées surtout sur Chalon-sur-Saône.

### Équipements ou services
Le village possède un centre de première intervention (CPI) de pompiers volontaires en regroupement avec les communes de Saint-Jean-de-Vaux et de Saint-Mard-de-Vaux. Le local des pompiers se trouve sur la commune de Saint-Martin-sous-Montaigu.

### Sports
Randonnée dans les chemins du village et des vignes. La pétanque avec un petit terrain aménagé à cette pratique. Un terrain multisports a vu le jour en octobre 2018 et inauguré officiellement en novembre 2018,.

### Santé
Il n'y a pas de médecin, pas de pharmacie, pas de kinésithérapeute, pas de dentiste sur ce village. Les plus proches se trouvent à Givry, Mercurey ou Mellecey. Le centre hospitalier se trouve sur Chalon-sur-Saône.

### Écologie et recyclage
Le Grand Chalon gère la collecte de la commune. Il y a une collecte hebdomadaire des ordures ménagères. La commune possède également une déchèterie faisant partie aussi des déchèteries du Grand Chalon.

### Cultes
Culte catholique en alternance avec d'autres paroisses.

### Associations
Il y a quelques associations à Saint-Martin-sous-Montaigu, comme Festi Saint-Martin (crée en 2018), Montaigu amitié, renaissance de Montaigu, comité de jumelage et société de Saint-Vincent Saint-Martin-sous-Montaigu.
Les amis de l'école ont existé pendant 85 ans (de 1931 à 2016) et arrêté pour cause de fermeture de l'école.

#### Manifestations
Les manifestations se font par l'intermédiaire des associations du village. La Société des vignerons organise la Saint-Vincent (mi-janvier) avec messe, défilé, vin d'honneur, banquet et bal ; elle organise aussi des feux de la Saint-Jean avec barbecue géant. Les Amis de l'école organisaient trois grosses manifestations par an : spectacle de Noël, carnaval et méchoui de fin d'année scolaire. La mairie organise elle un repas d'anciens lors du 11-Novembre. Montaigu amitié organise deux concours de tarot par an. Festi Saint-Martin organisera deux manifestations : Fête de la Saint-Patrick au mois de mars et les Jeux de Saint-Martin en juin.

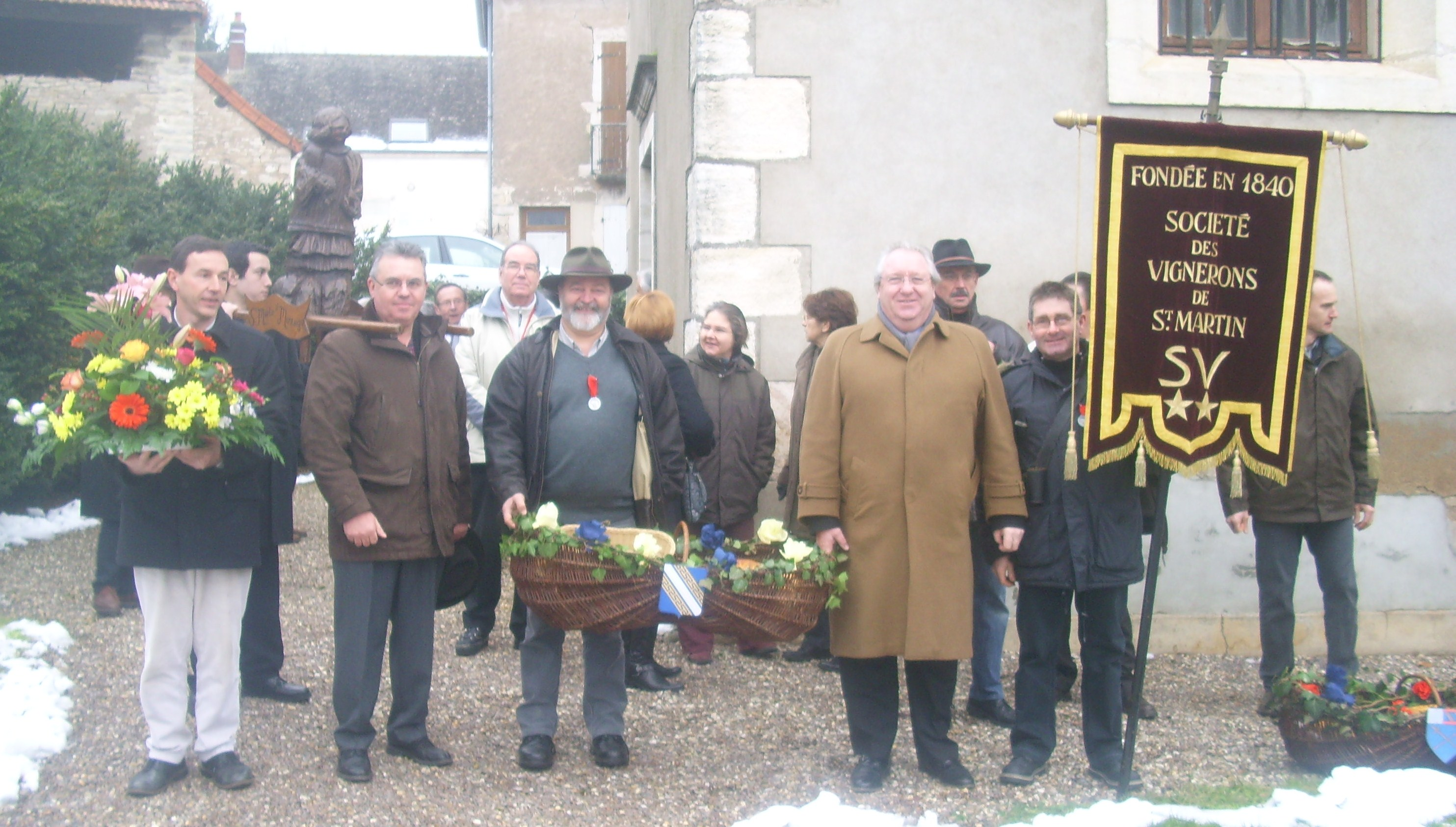
Société des vignerons de Saint-Martin-sous-Montaigu lors de la Saint-Vincent 2010.
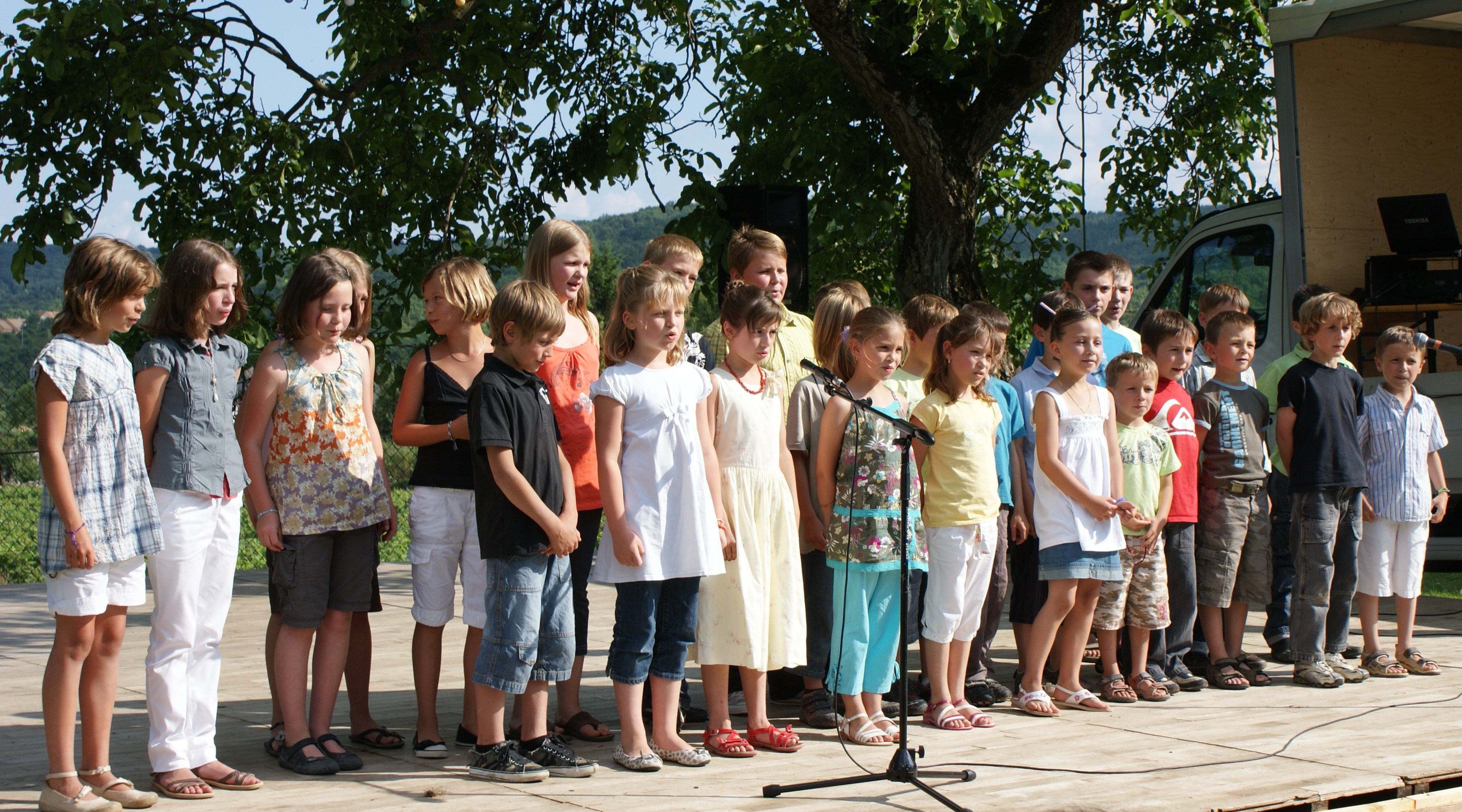
Fête de l'école (spectacle et méchoui) en 2009.
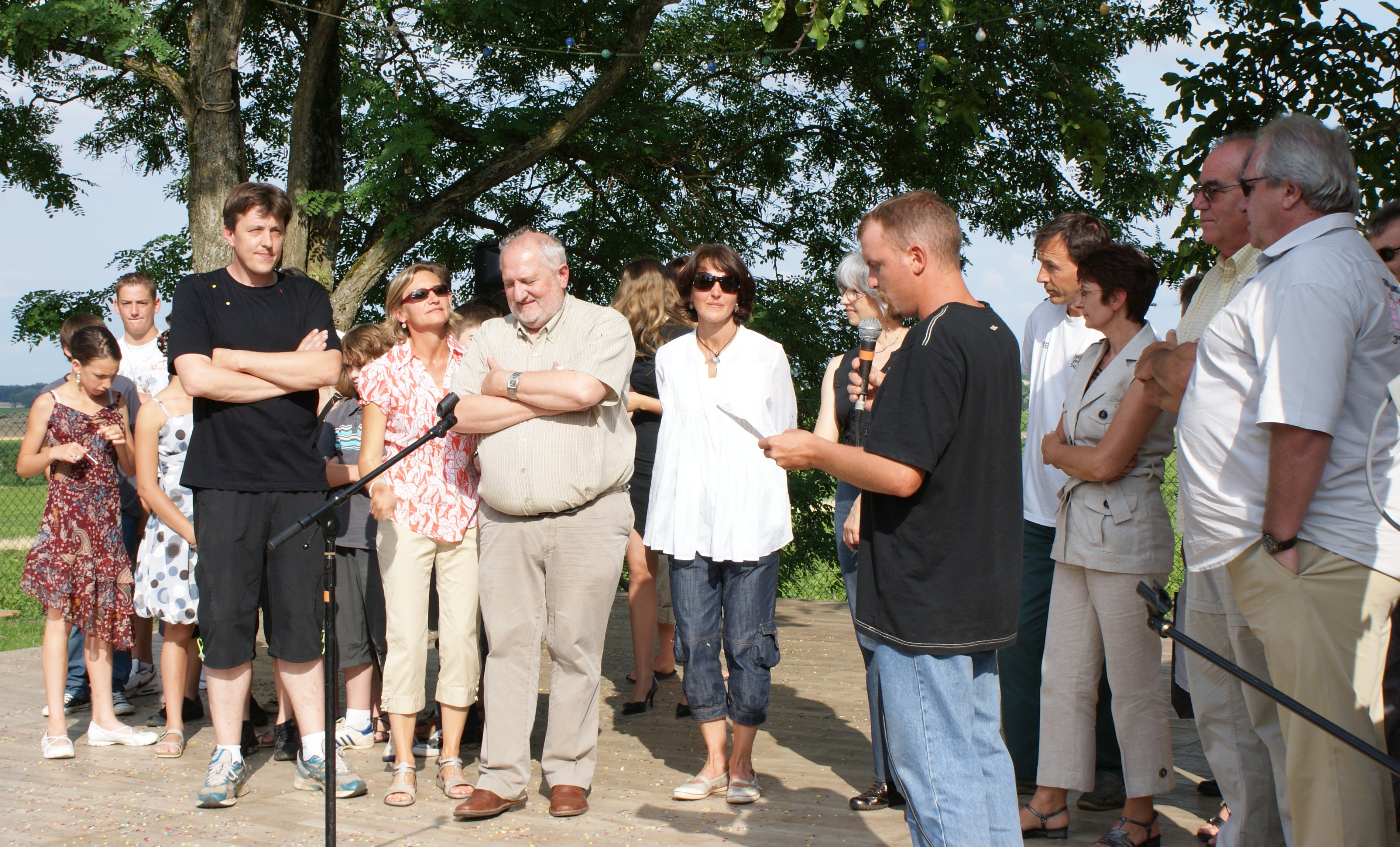
Fête de l'école (spectacle et méchoui) en 2009.
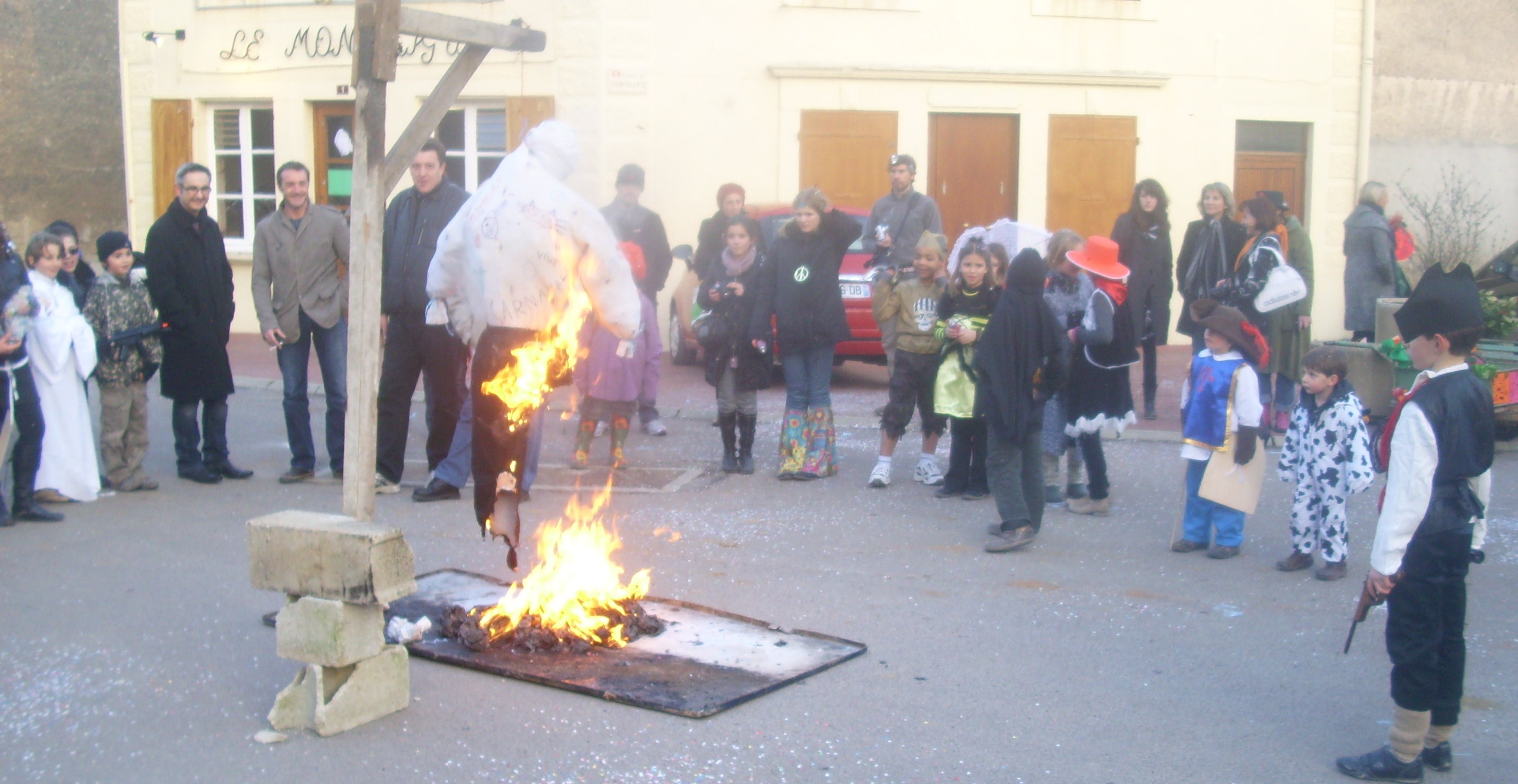
Carnaval de l'école en 2010.

## Économie

### Présentation
Il n'y a pas de commerces dans ce village. Mais il y quelques artisans comme un luthier, un menuisier, un électricien… Le village possède aussi deux gites. Mais la principale activité dans cette commune est représentée par la viticulture, avec la présence d'une dizaine de viticulteurs :

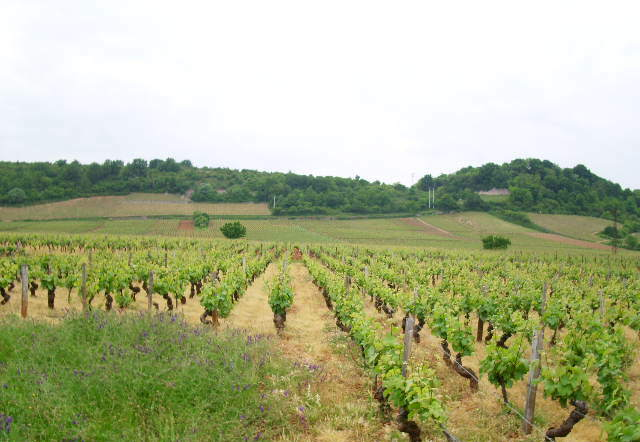
Vue du 'premier cru' Clos des Montaigu.

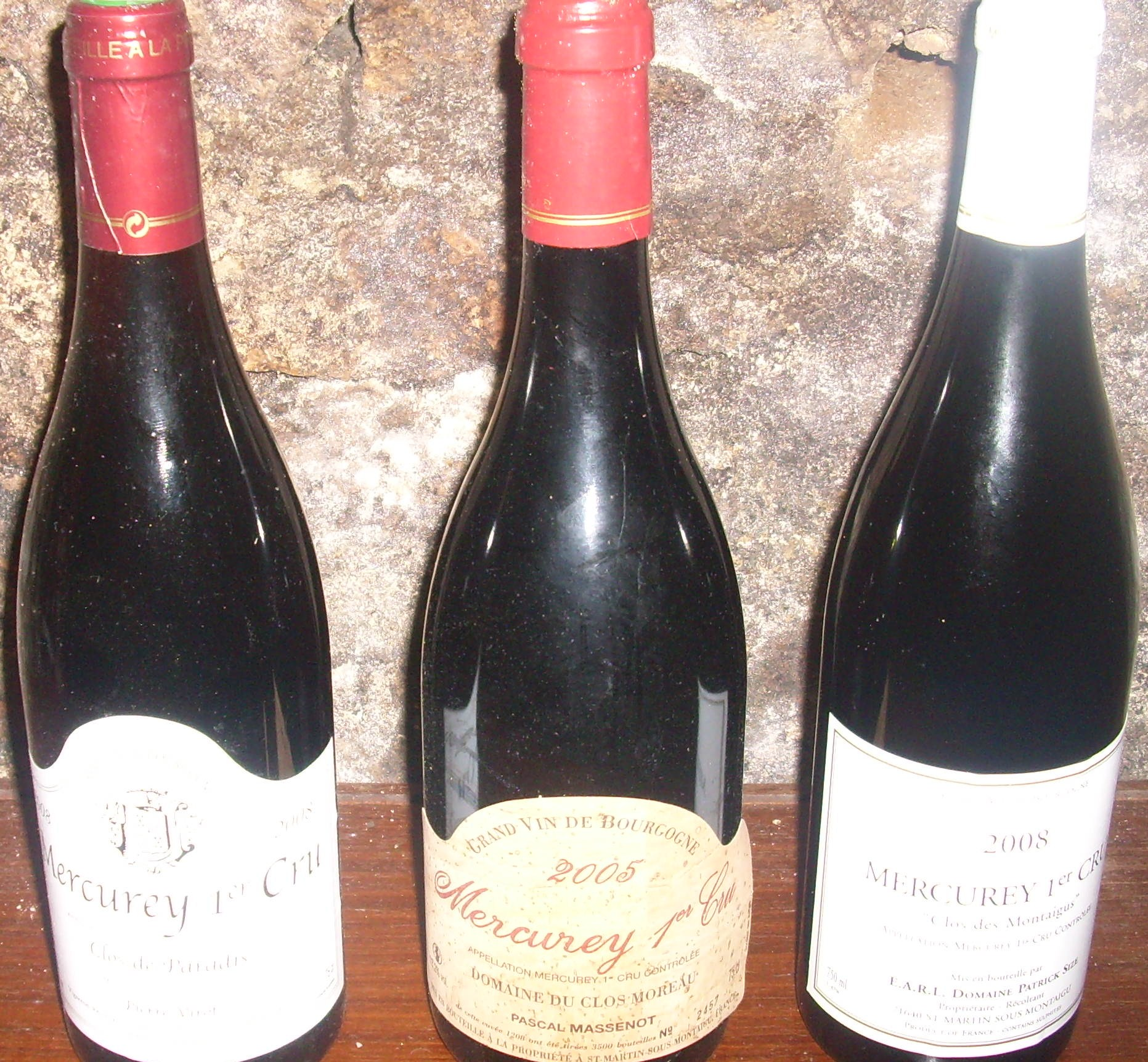
Bouteilles de Mercurey 1er cru de producteurs du village.

| Domaine du Taluchot (Boudriot)    | Domaine Anne et Thierry Duréault |
| Domaine Garrey Hubert et fils     | Domaine Philippe Garrey          |
| Domaine du Clos Moreau (Massenot) | Domaine Narjoux-Normand          |
| Domaine Patrick Size              | Domaine Pierre Size              |
| Domaine Emile Voarick (Picard)    | Domaine Virot Pierre             |

### Vignoble
Village viticole de la Côte Chalonnaise, d'une superficie de 200 hectares de vignes plantées dont 120 hectares en appellation Mercurey, comprenant des parcelles en appellation village et en premier cru. Possède aussi des appellations régionales (Bourgogne Côte Chalonnaise, Bourgogne…).

### Revenus de la population et fiscalité
En 2009, le revenu fiscal médian par ménage était de 22 468 €.

## Culture locale et patrimoine
Plusieurs monuments sont à voir sur cette commune : 
- Les différentes croix dont la croix du Teux d'où il y a un panorama sur toute la vallée.
- L'église Saint-Martin, au centre du village, qui présente une très ancienne fresque restaurée récemment et une cloche de 1778.
- Les différentes caves des viticulteurs du village.
- Une carrière de pierre.
- Les 2 lavoirs.

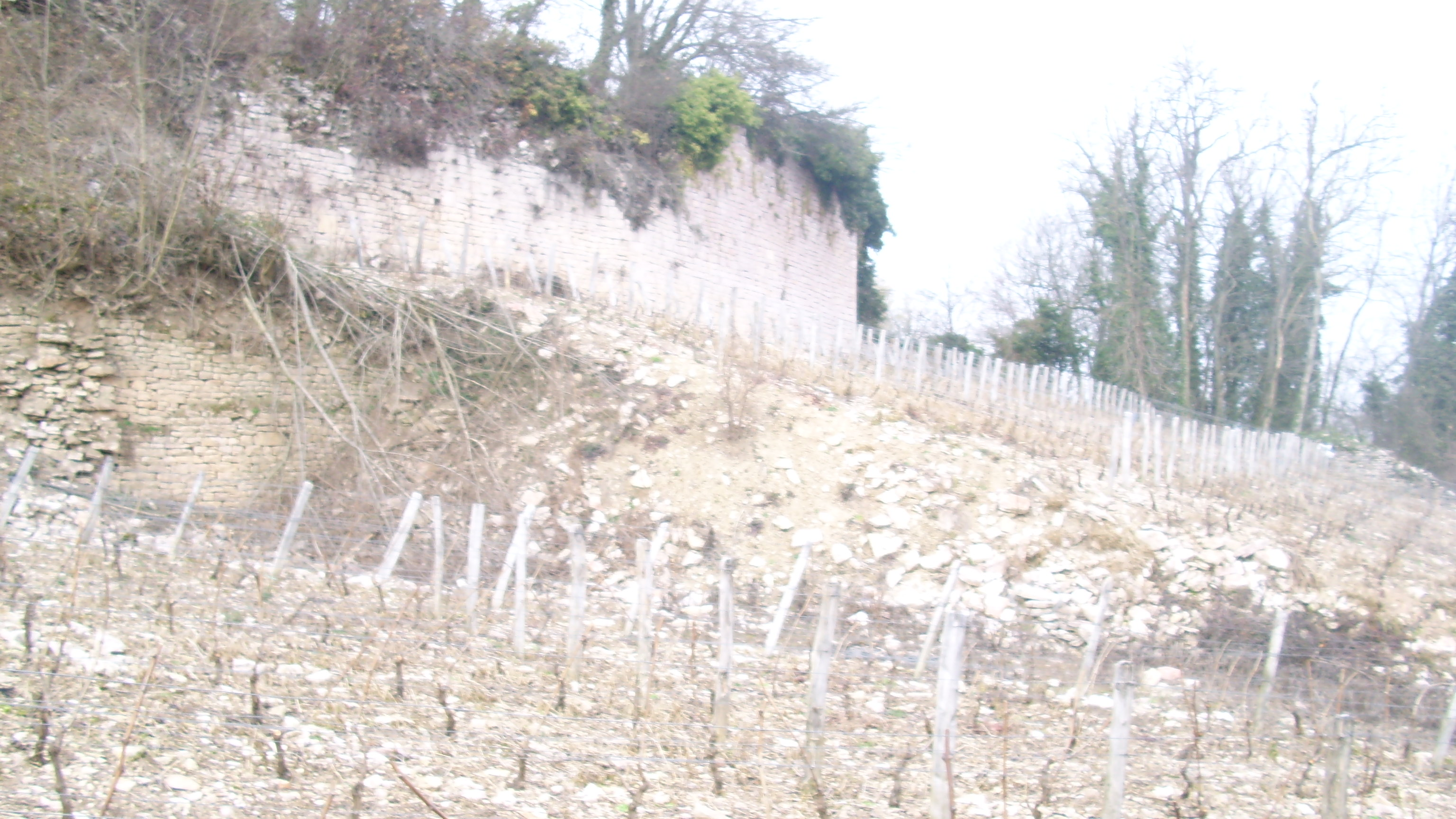
Clos des Montaigu au pied du château de Montaigu.
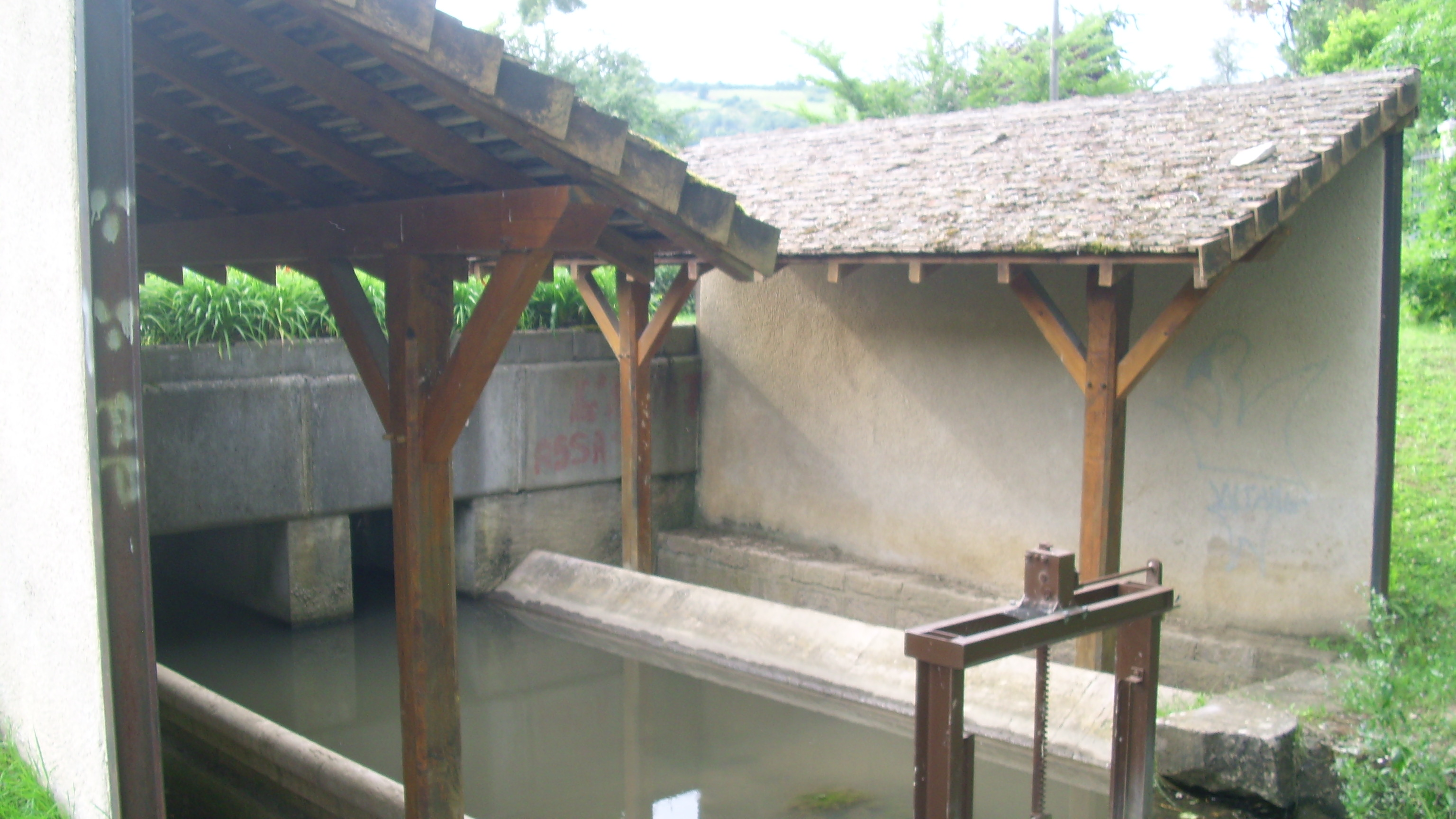
Un des deux lavoirs de la commune.
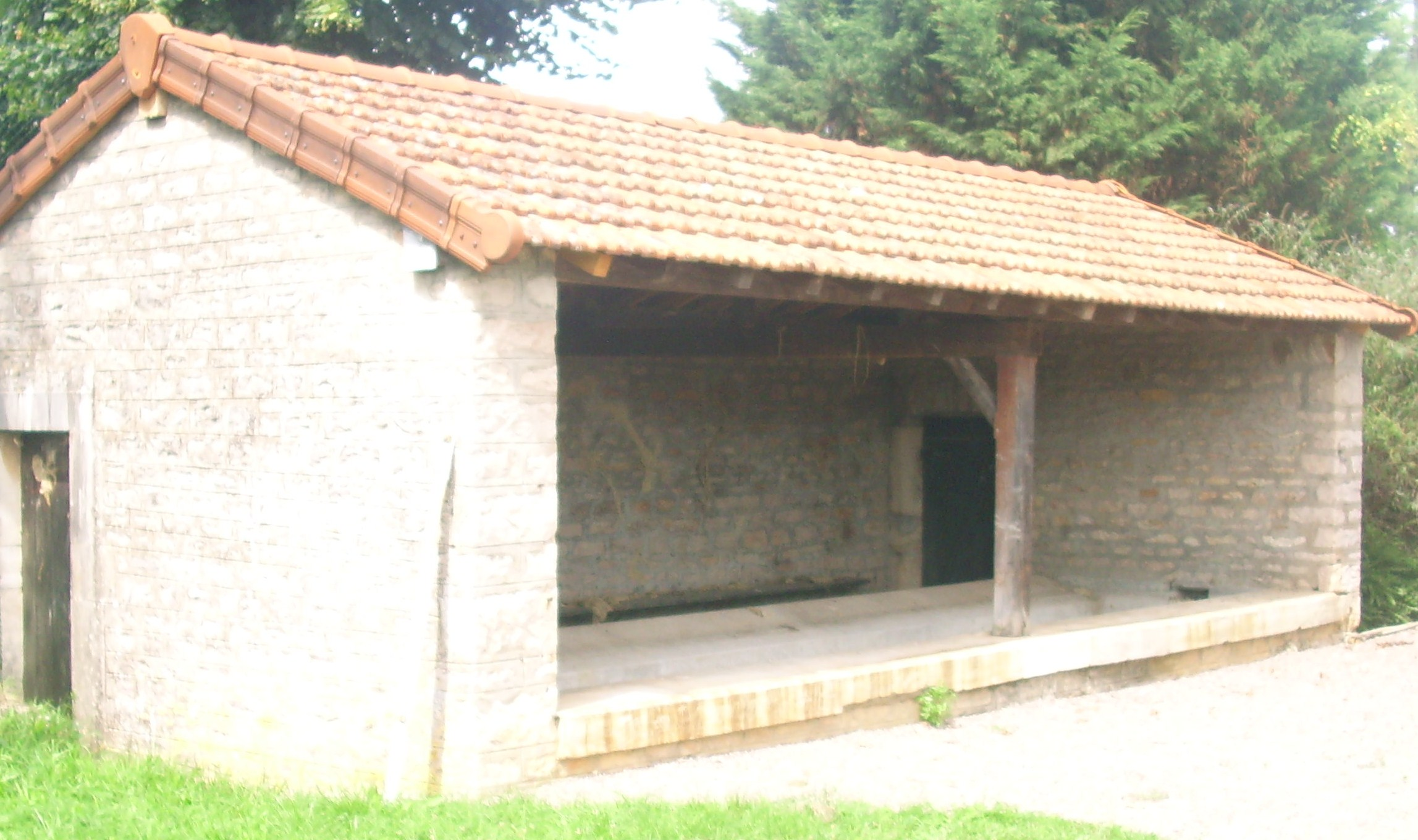
Un des deuxc lavoirs de la commune.
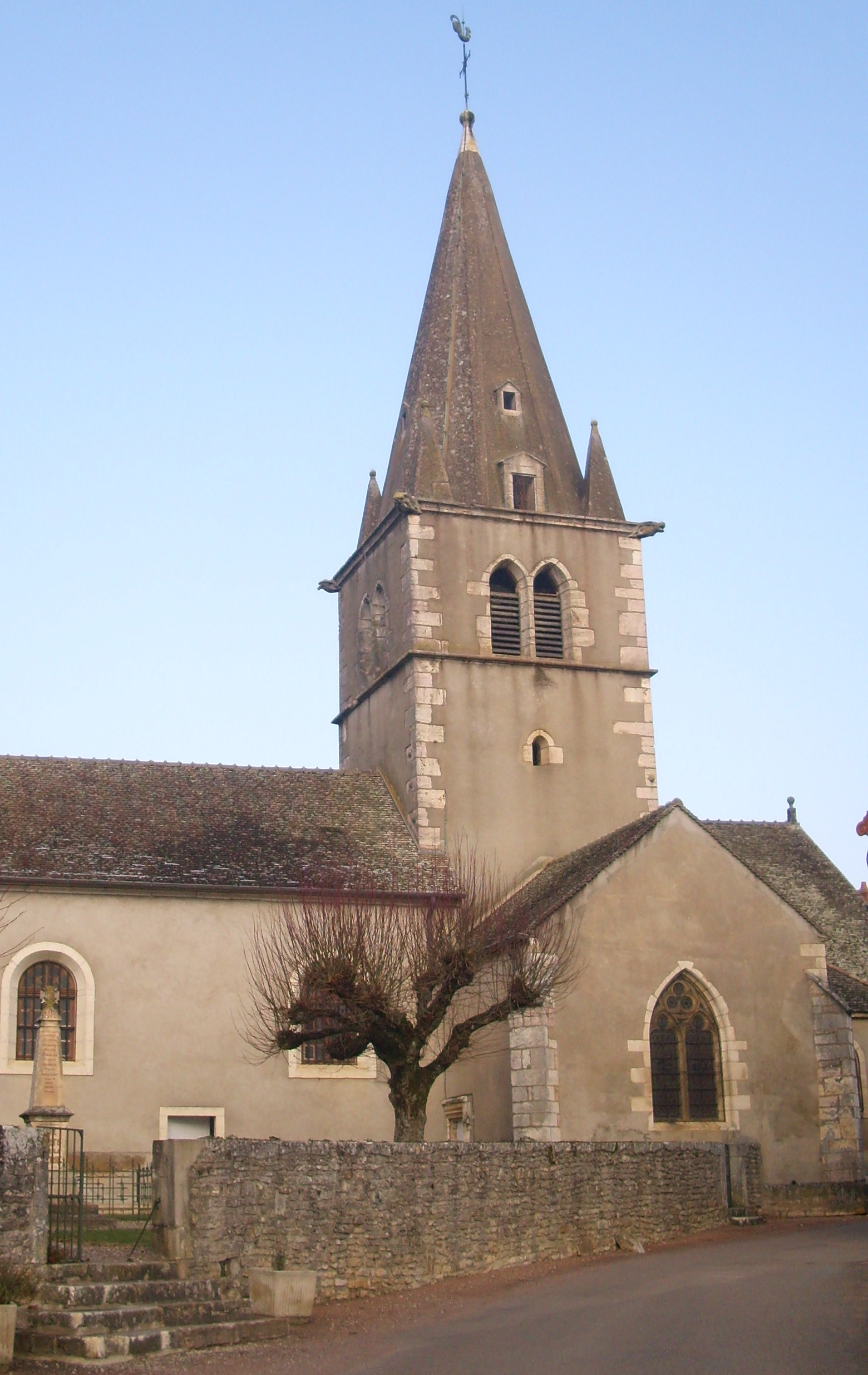
Église.
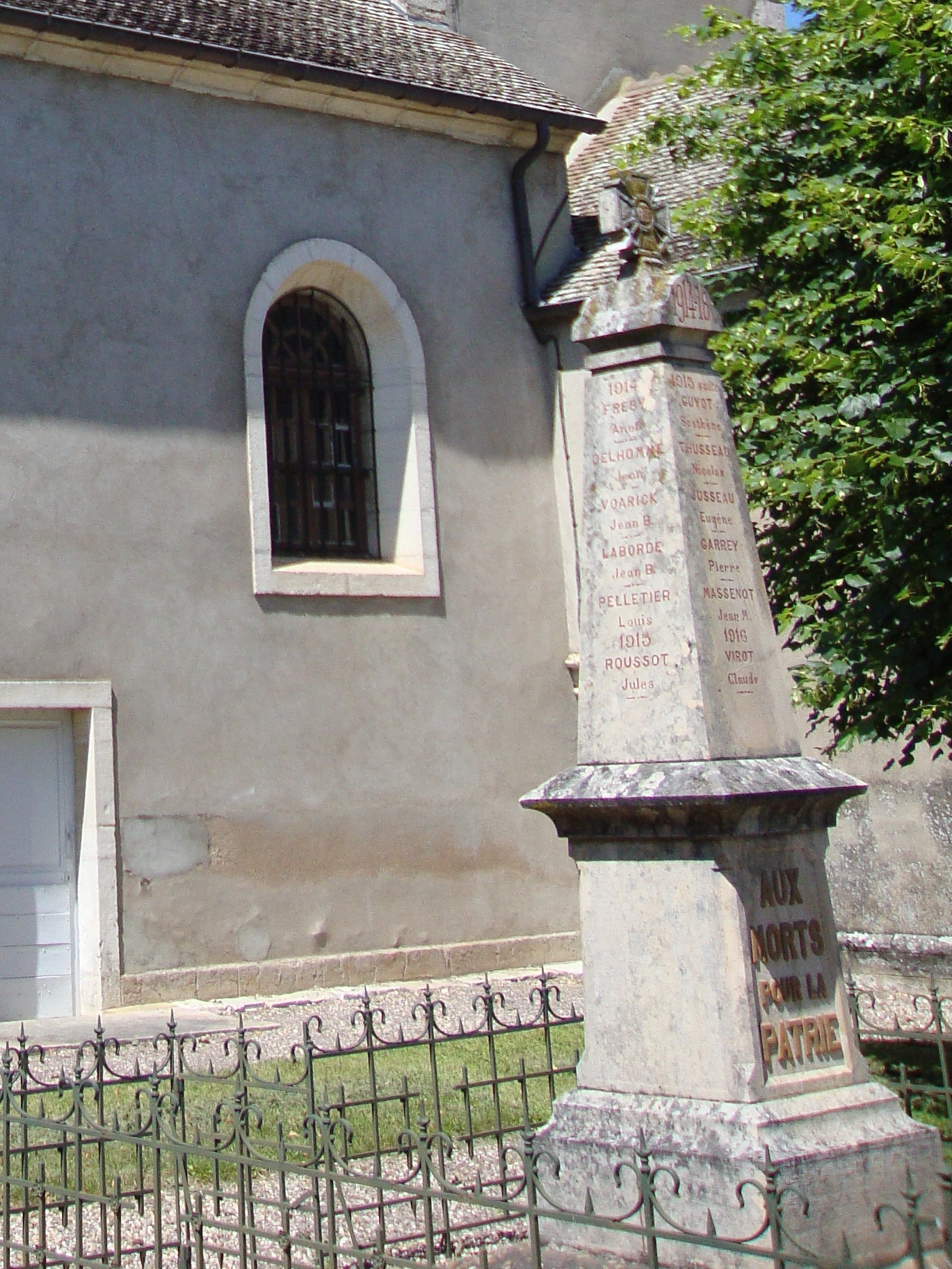
Monument aux morts à côté de l'église
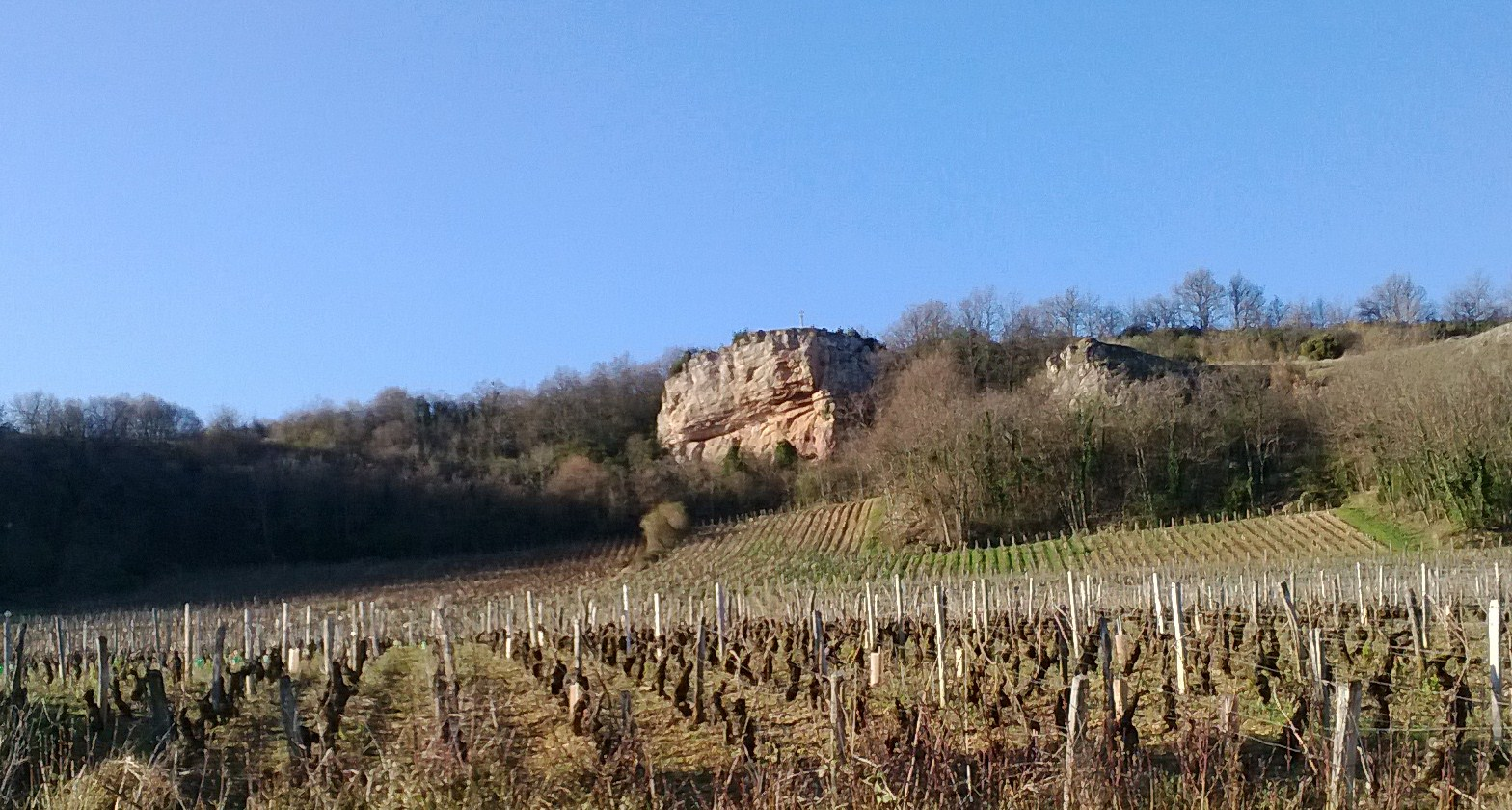
Vue de la roche du Gros Theu.

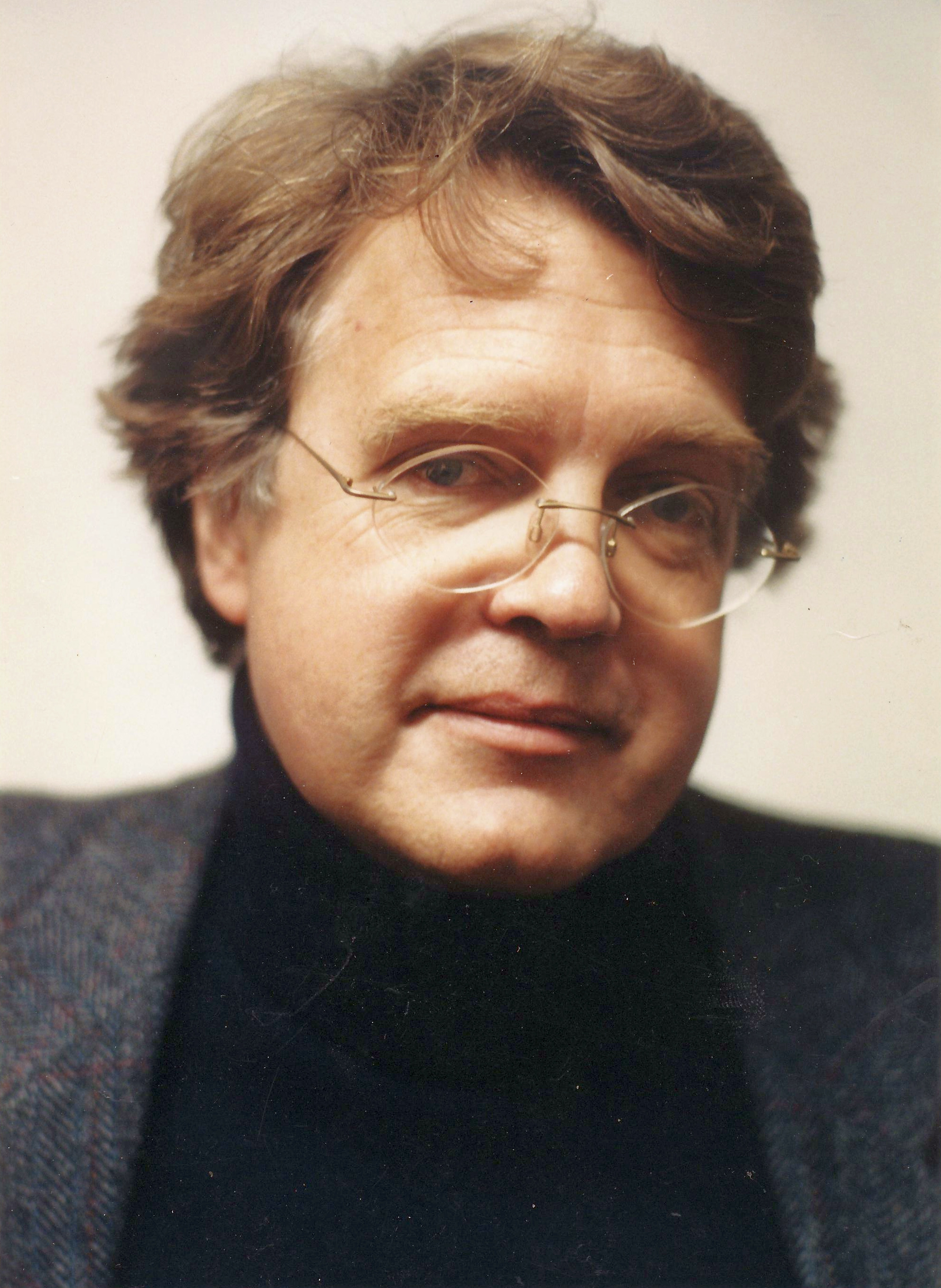
Merlin Holland.

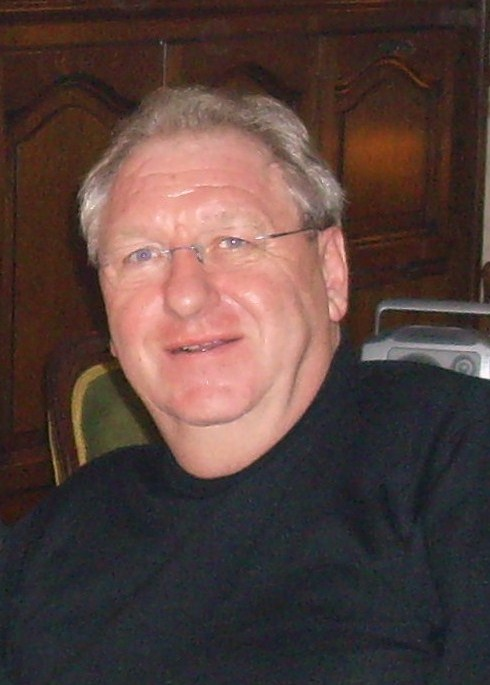
Pierre Voarick.

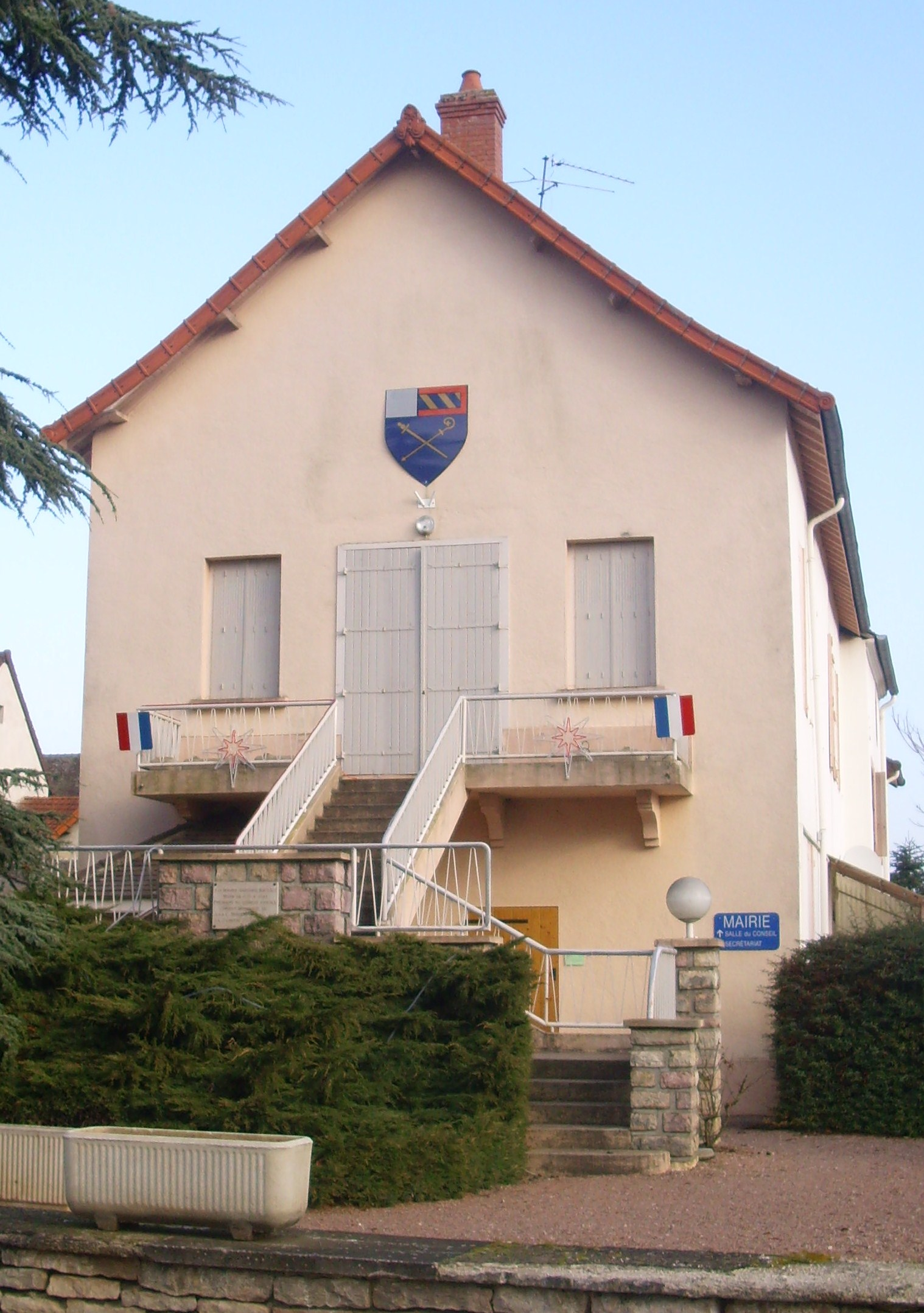
Ancienne mairie.
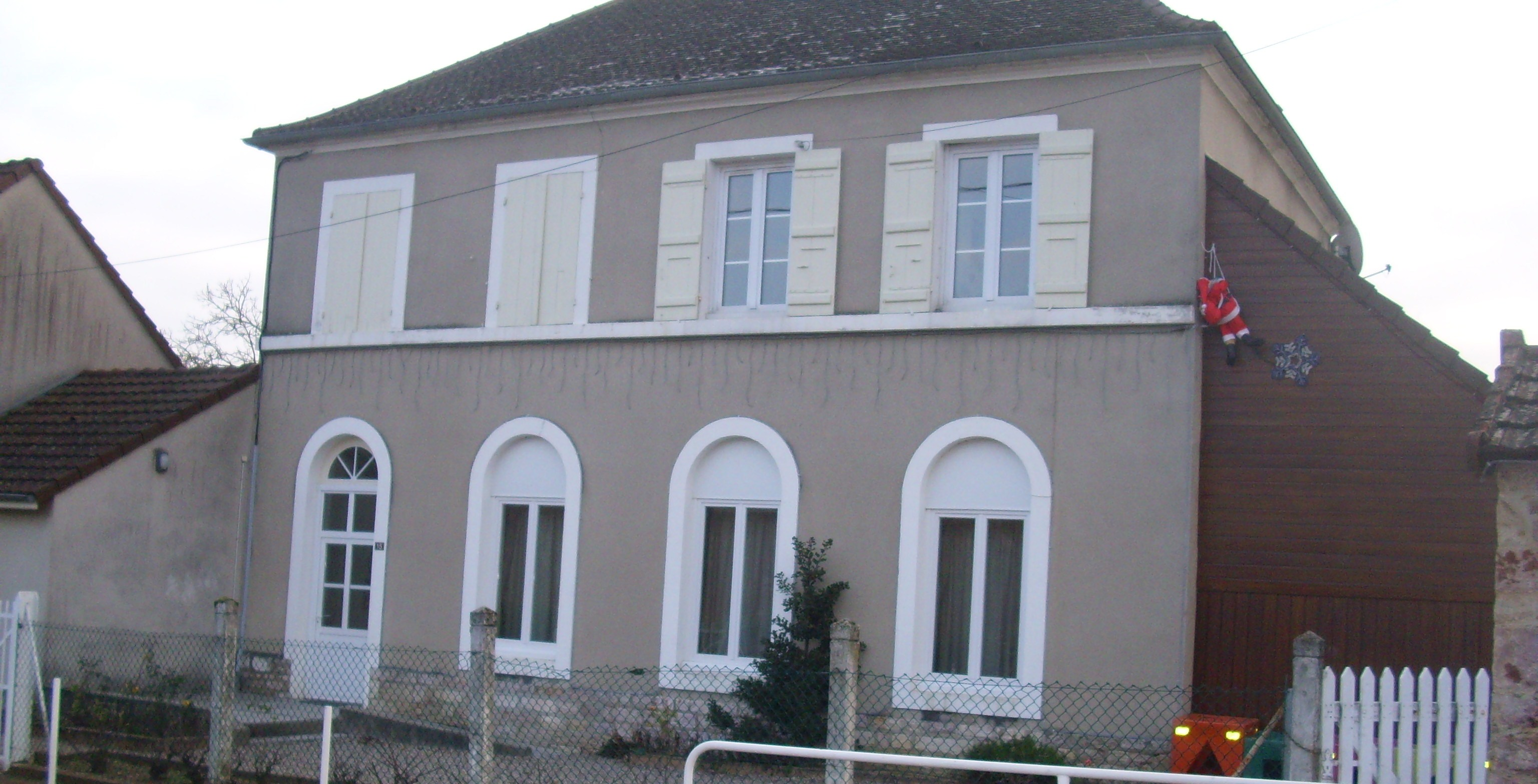
Ancienne école primaire.
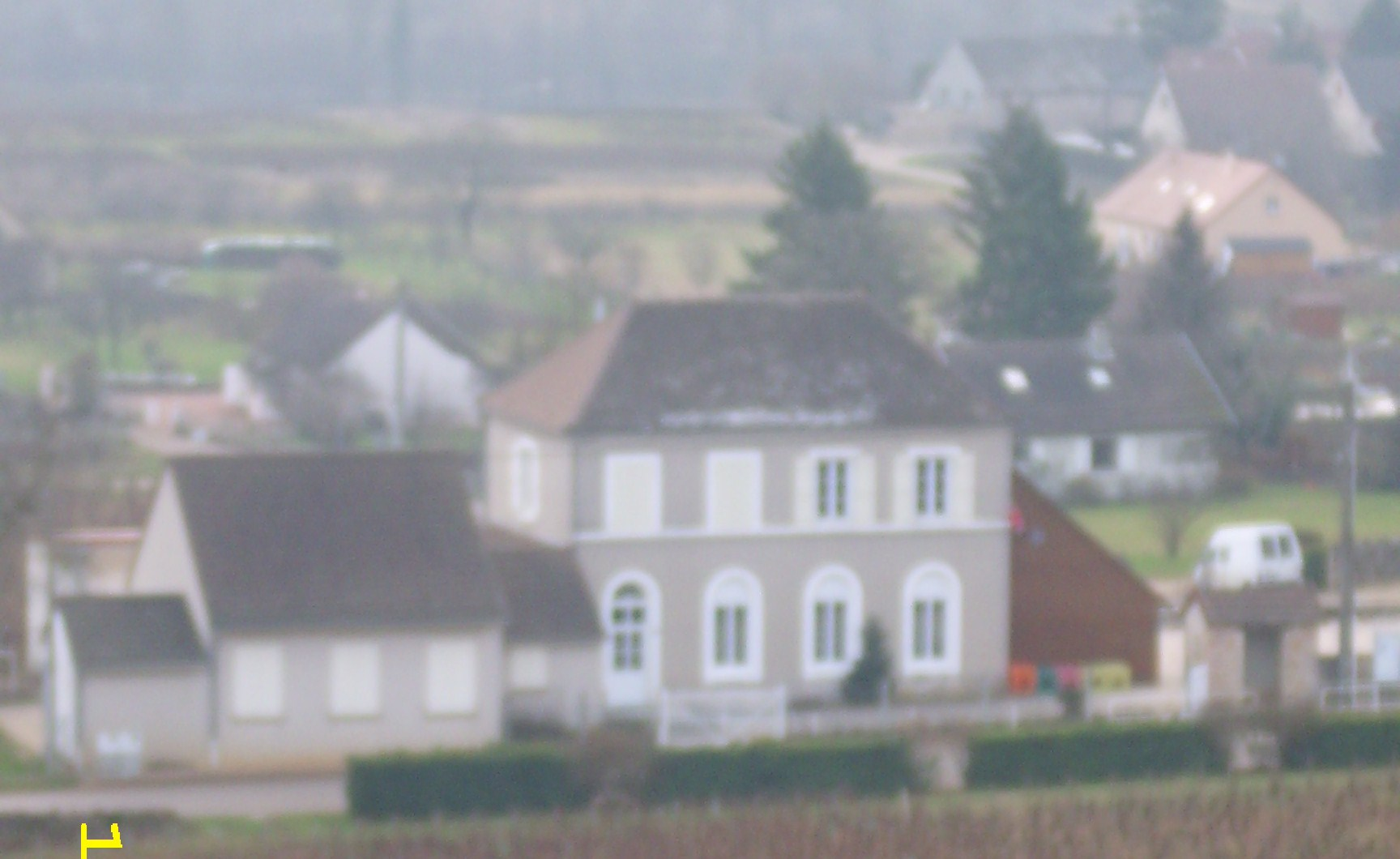
Ancienne école primaire.
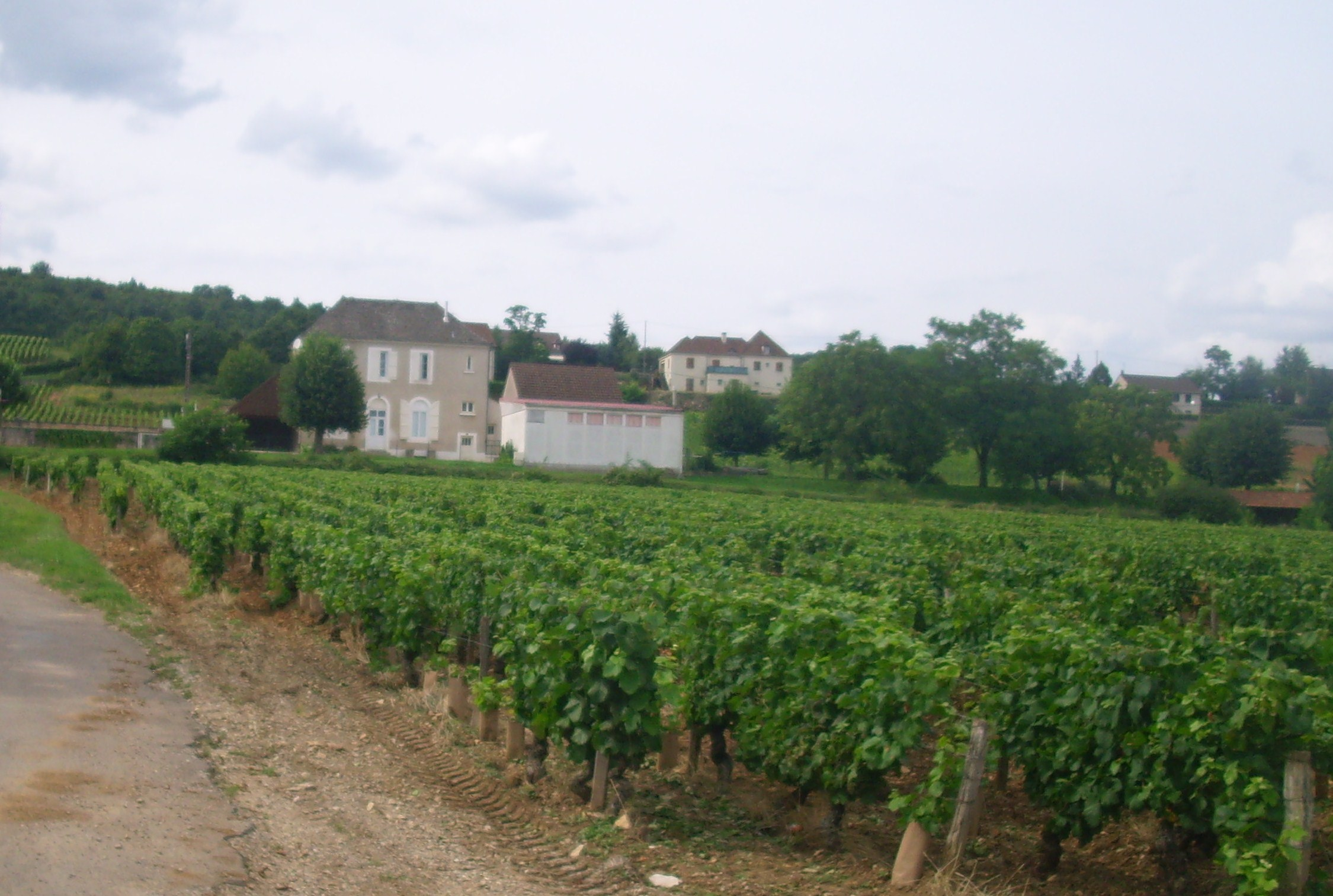
Ancienne école primaire.
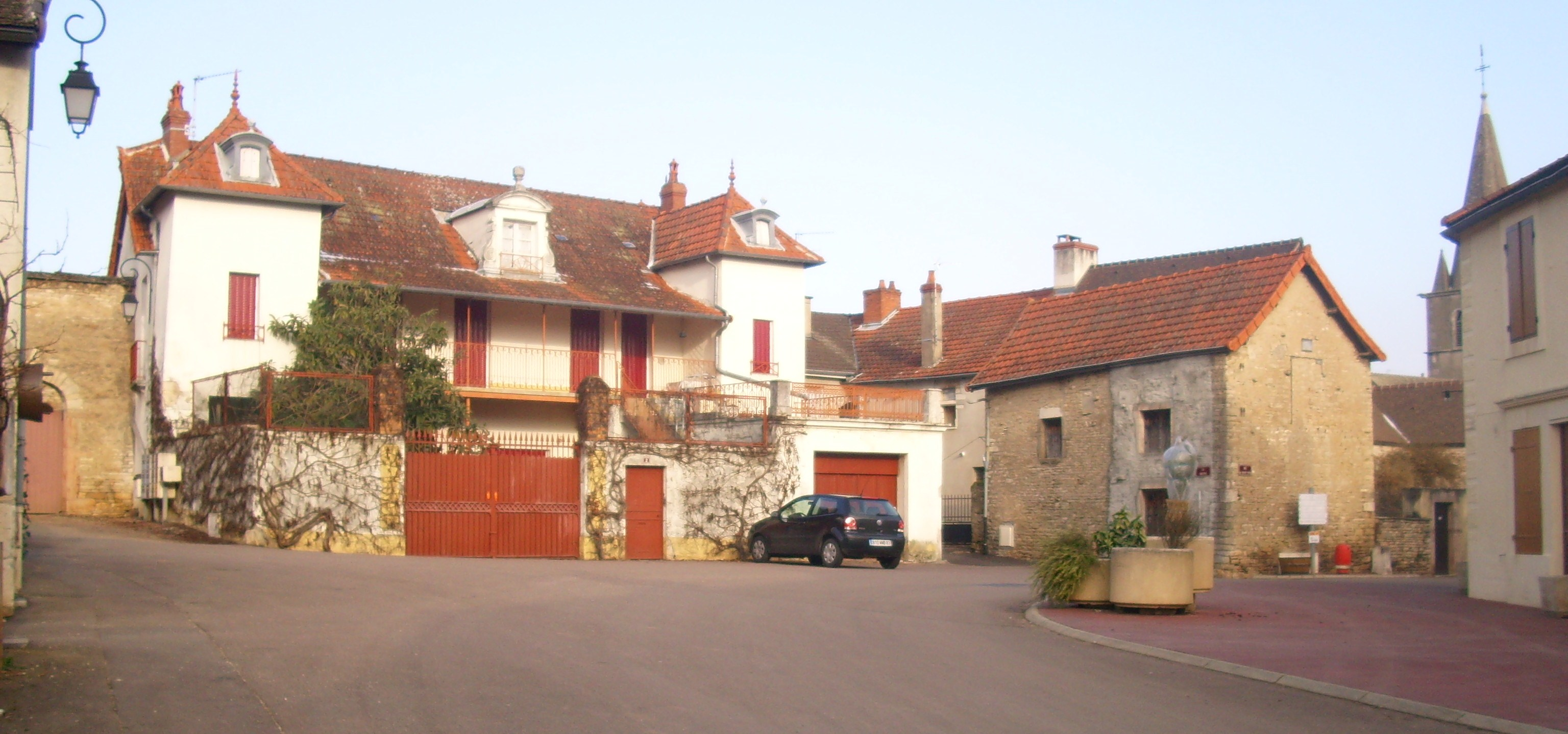
Place de la salle des fêtes (place de Corcelles).
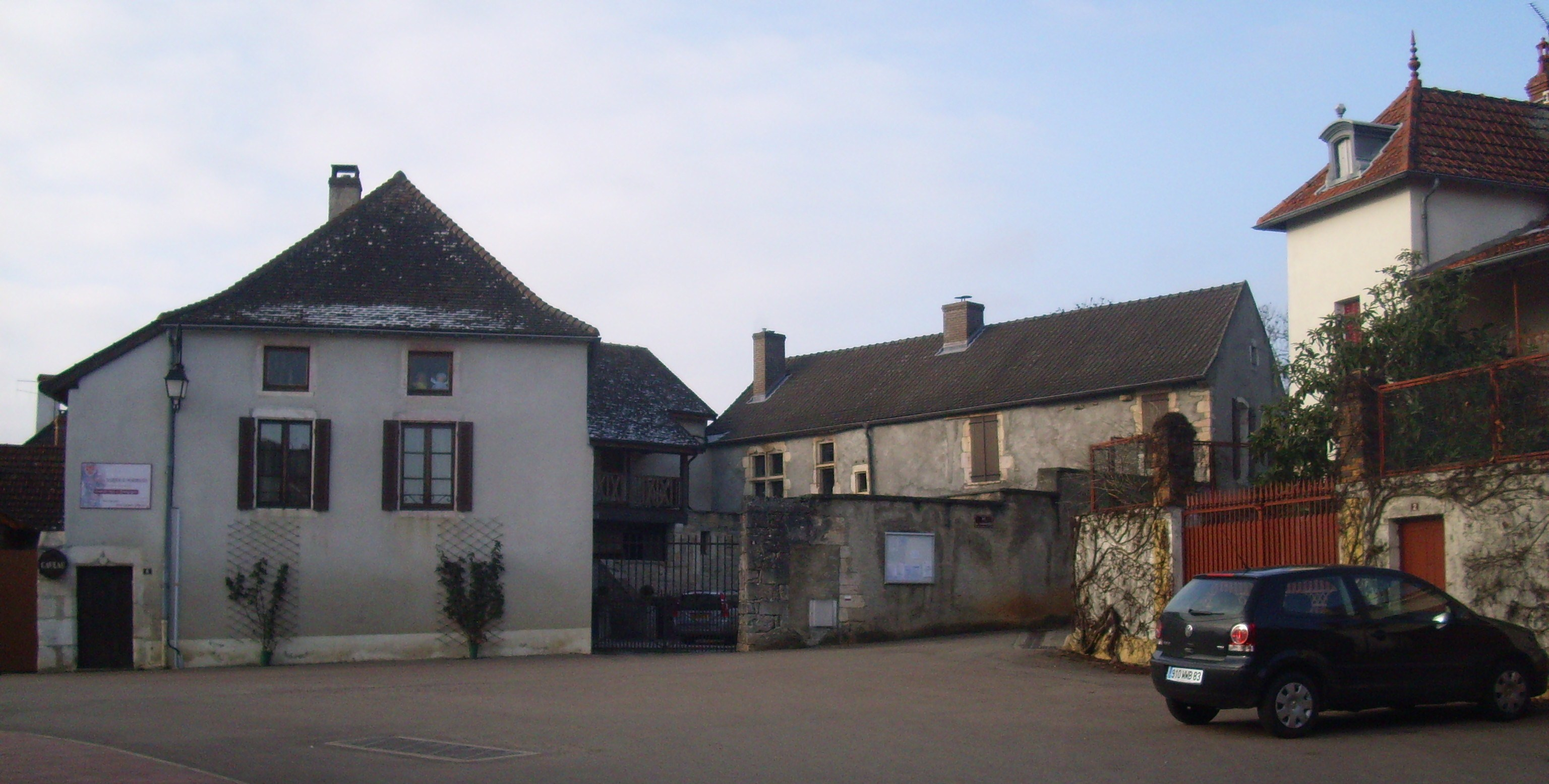
Place de la salle des fêtes (Place de Corcelles).
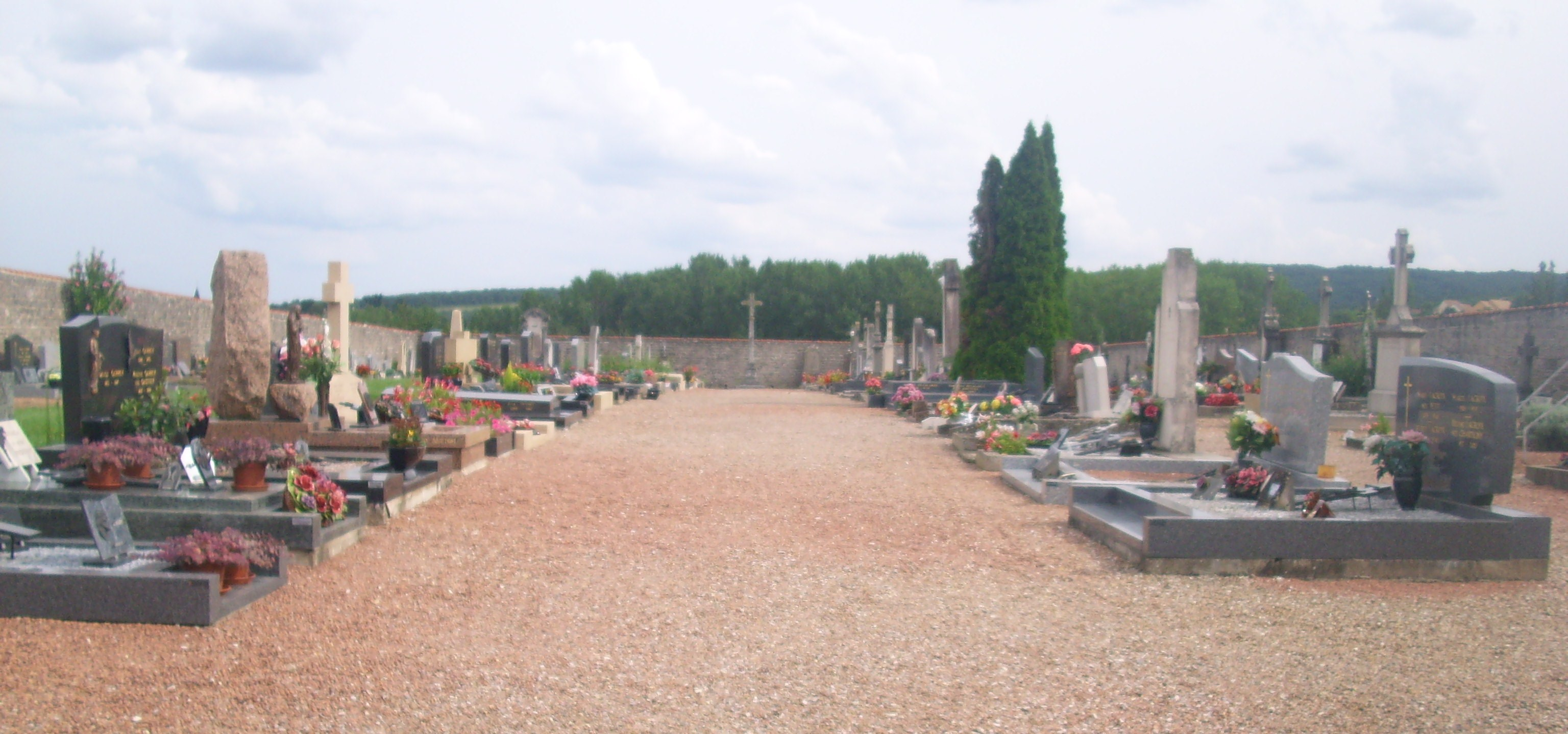
Cimetière.
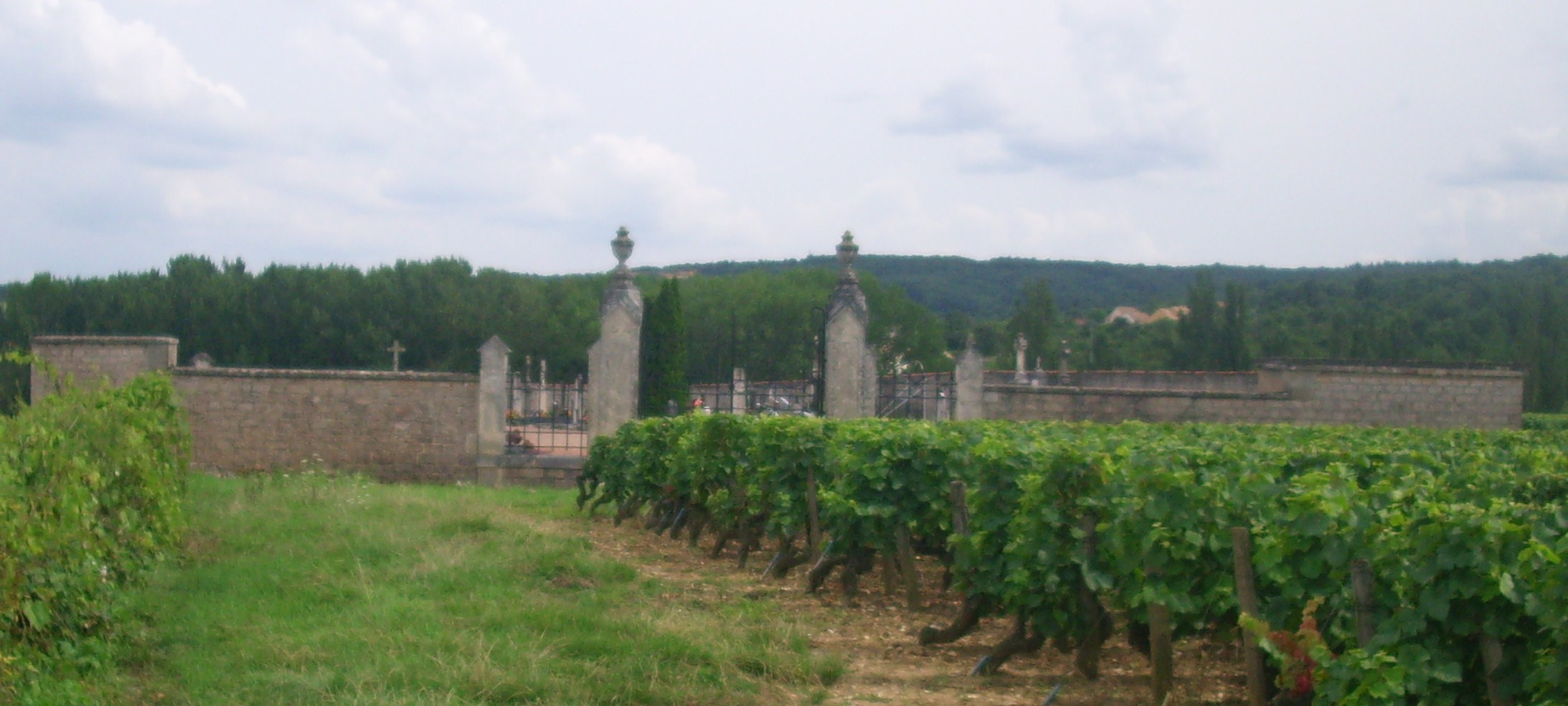
Cimetière.
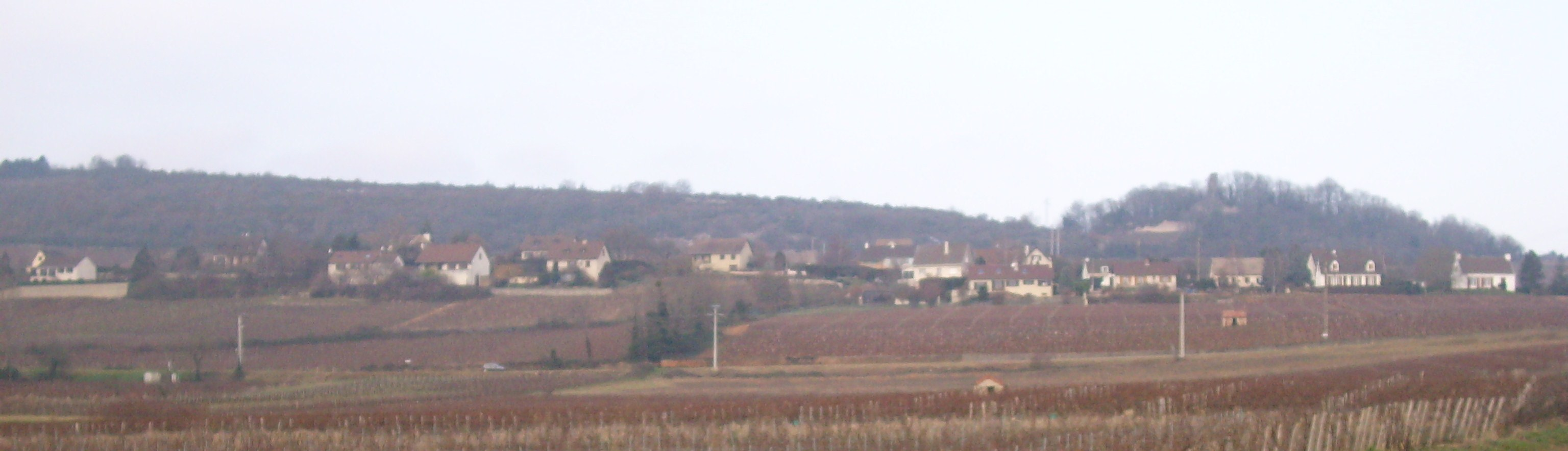
Vue d'une partie du village avec le quartier des Boussoy.
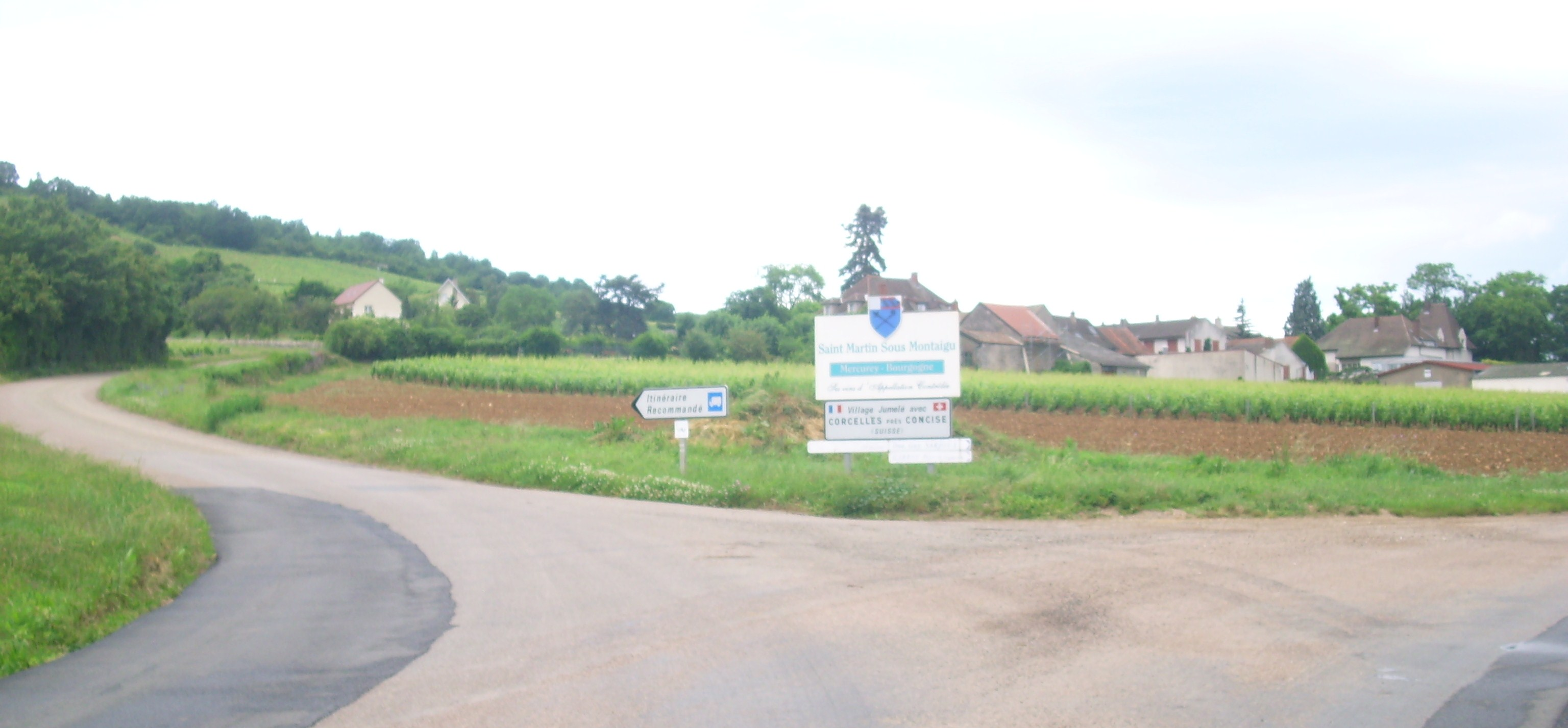
Vue d'une partie du bourg du village.
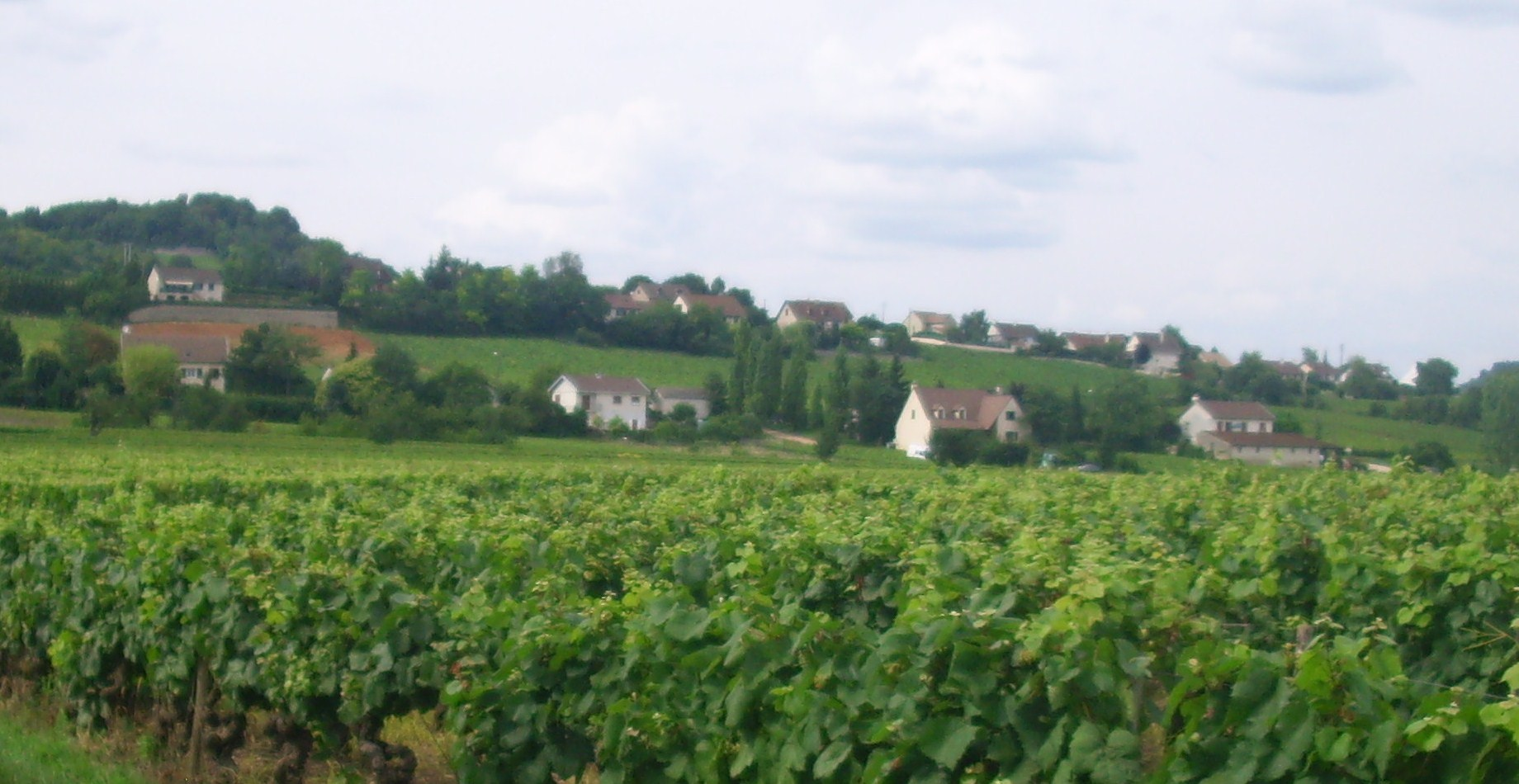
Vue d'une partie du village.
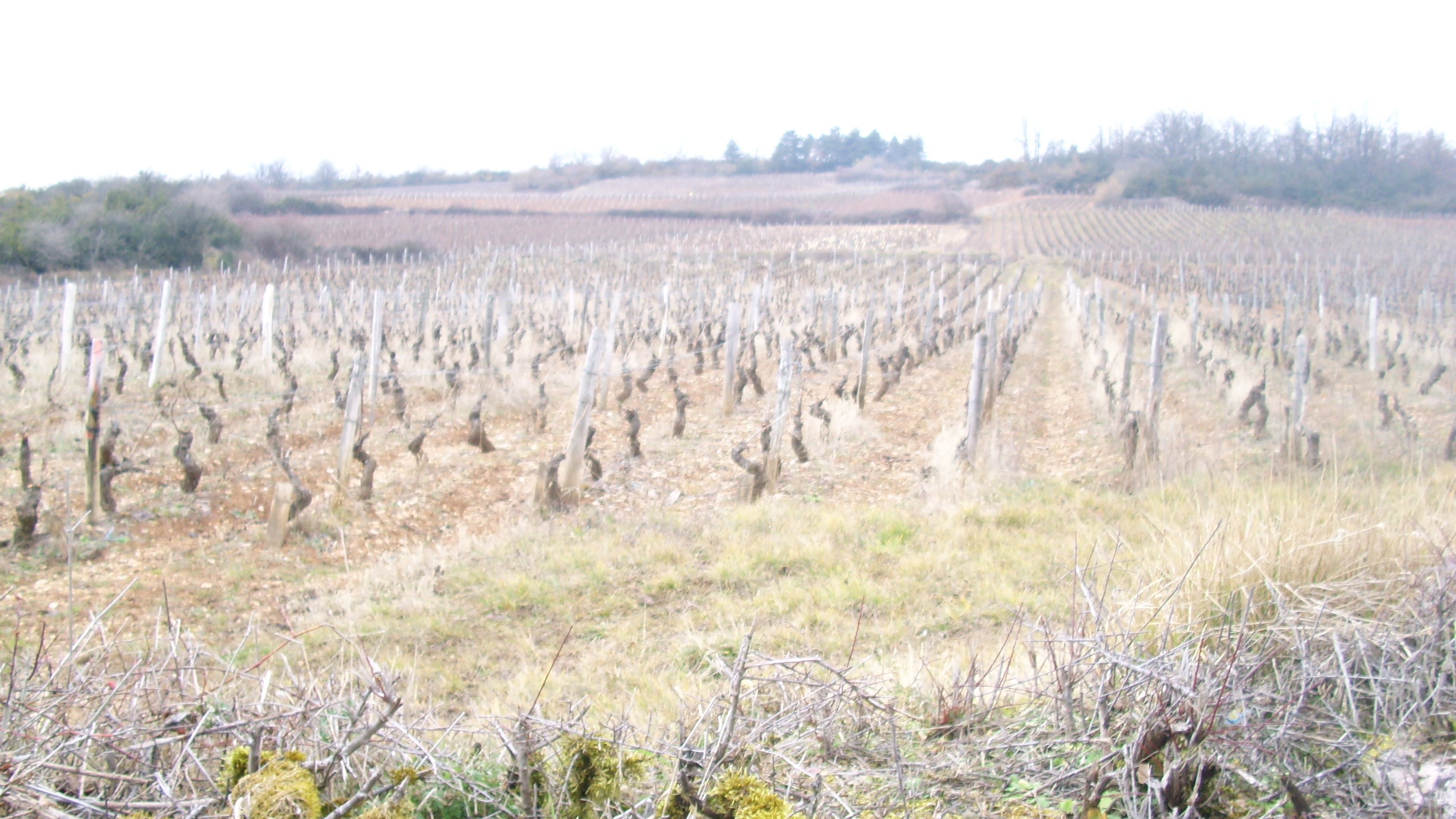
Vue de la Chagnée.

### Personnalités liées à la commune
- Edma Trimolet (1802-1878), artiste peintre.
- Antoine Roussot (1895-1951). Ancien maire. Président du Syndicat viticole depuis 1922. Maire pendant l'occupation allemande. À l'issue d'un long procès, le tribunal de Chalon-sur-Saône rendait enfin un arrêt accordant le bénéfice de l'appellation contrôlée Mercurey aux vins fins de la commune. Ce résultat est l'œuvre d'Antoine Roussot[Jsl 34].
- Emile Voarick (1921-1982) : ancien maire et conseiller général du canton de Givry. Ancien viticulteur.
- Merlin Holland (1945-). Écrivain et journaliste anglais, unique petit-fils d'Oscar Wilde. Ancien conseiller municipal.
- Alain Longet (1950-). Artiste : professionnel en architecture, design , peinture, performances artistiques, photographie et sculpture[RI 8]. Il est aussi musicien, batteur et auteur compositeur, Journaliste correspondant de médias , ancien membre du syndicat indépendant des journalistes de France . Désigné Meilleur ouvrier de France sculpteur.
- Pierre Voarick (1954-) : ancien maire et conseiller général du canton de Givry. Ancien viticulteur.
- Michel Bouillet (1944-2014) : ingénieur diplômé des Arts et Métiers de Cluny et 1er adjoint du village de 1988 à 2014.

### Héraldique
| Blason de Saint-Martin-sous-Montaigu | Blason  | D'azur à l'épée basse d'or et à la crosse du même passées en sautoir ; au chef bandé d'or et d'azur et à la bordure de gueules ; au franc-canton d'argent brochant sur le tout. |
| Blason de Saint-Martin-sous-Montaigu | Détails | Le statut officiel du blason reste à déterminer. |

## Pour approfondir